# Blueberry (fumetto)
Blueberry è una serie western del fumetto franco-belga, incentrata sulle avventure dell'eponimo personaggio, Mike Steve Blueberry. Fece il suo esordio con la storia Fort Navajo, pubblicata nel corso del 1963 a puntate sulla rivista francese Pilote, della casa editrice Dargaud. A creare il personaggio furono lo sceneggiatore Jean-Michel Charlier (noto anche per le serie Buck Danny, Tanguy e Laverdure e Barbarossa) e il disegnatore Jean Giraud, che all'epoca firmava le tavole con lo pseudonimo Gir (e che di lì a qualche anno sarebbe diventato celebre per i suoi fumetti di fantascienza, sotto il nom de plume Mœbius).
Alle gesta di Blueberry sono dedicate quattro serie a fumetti:
1. Blueberry, la serie principale, anche nota in italiano come Il tenente Blueberry o Le avventure del tenente Blueberry (in francese Blueberry o Fort Navajo, une aventure du Lieutenant Blueberry). Iniziata nel 1963 e proseguita fino al 2007, la serie conta 29 volumi, disegnati tutti da Giraud (con alcuni interventi isolati non accreditati di Joseph "Jijé" Gillain, Michel Rouge e Colin Wilson), e sceneggiati fino al 23º da Charlier, dal 24º in poi dallo stesso Giraud.
2. La giovinezza di Blueberry (La Jeunesse de Blueberry in originale), iniziata nel 1968 e tuttora in corso. Al 2015, la serie conta 21 volumi: i primi sei vennero sceneggiati da Charlier, cui è succeduto a partire dal settimo François Corteggiani; ai disegni si sono alternati invece Giraud (primi tre volumi), Colin Wilson (volumi 4-9) e Michel Blanc-Dumont (dal decimo).
3. Marshal Blueberry, durata dal 1991 al 2000 per un totale di tre volumi, scritti da Giraud e disegnati da William Vance (pseudonimo di William van Cutsem, volumi 1-2) e Michel Rouge.
4. Lieutenant Blueberry, iniziata nel 2019 e prevista in due volumi. Una serie-omaggio al classico di Charlier e Giraud, scritta da Joann Sfar e da Christophe Blain, e disegnata da quest'ultimo.

Tradotta in più di venti lingue, la serie principale è annoverata fra i classici del fumetto mondiale per la ricchezza dei disegni di Giraud e per la complessità delle sceneggiature imbastite da Charlier.
Ha avuto una trasposizione cinematografica nel 2004 (per la regia di Jan Kounen), alla cui realizzazione ha partecipato lo stesso Giraud.

## Premessa
Il personaggio è un tenente dell'esercito nordista degli Stati Uniti d'America durante la guerra di secessione americana.
Venne ideato nel 1963 dallo sceneggiatore Jean-Michel Charlier e dal disegnatore Jean Giraud e pubblicata sulla rivista Pilote edita dalla Dargaud. La serie, composta da 26 episodi e tre racconti brevi, dopo la morte di Charlier, venne continuata dal solo Giraud che si occupò di testi e disegni e poi con François Corteggiani (nella serie La giovinezza) con Colin Wilson, William Vance, Michel Rouge e Michel Blanc-Dumont nei disegni.

### La “biografia” di Blueberry
(Charlier)
(Giraud)

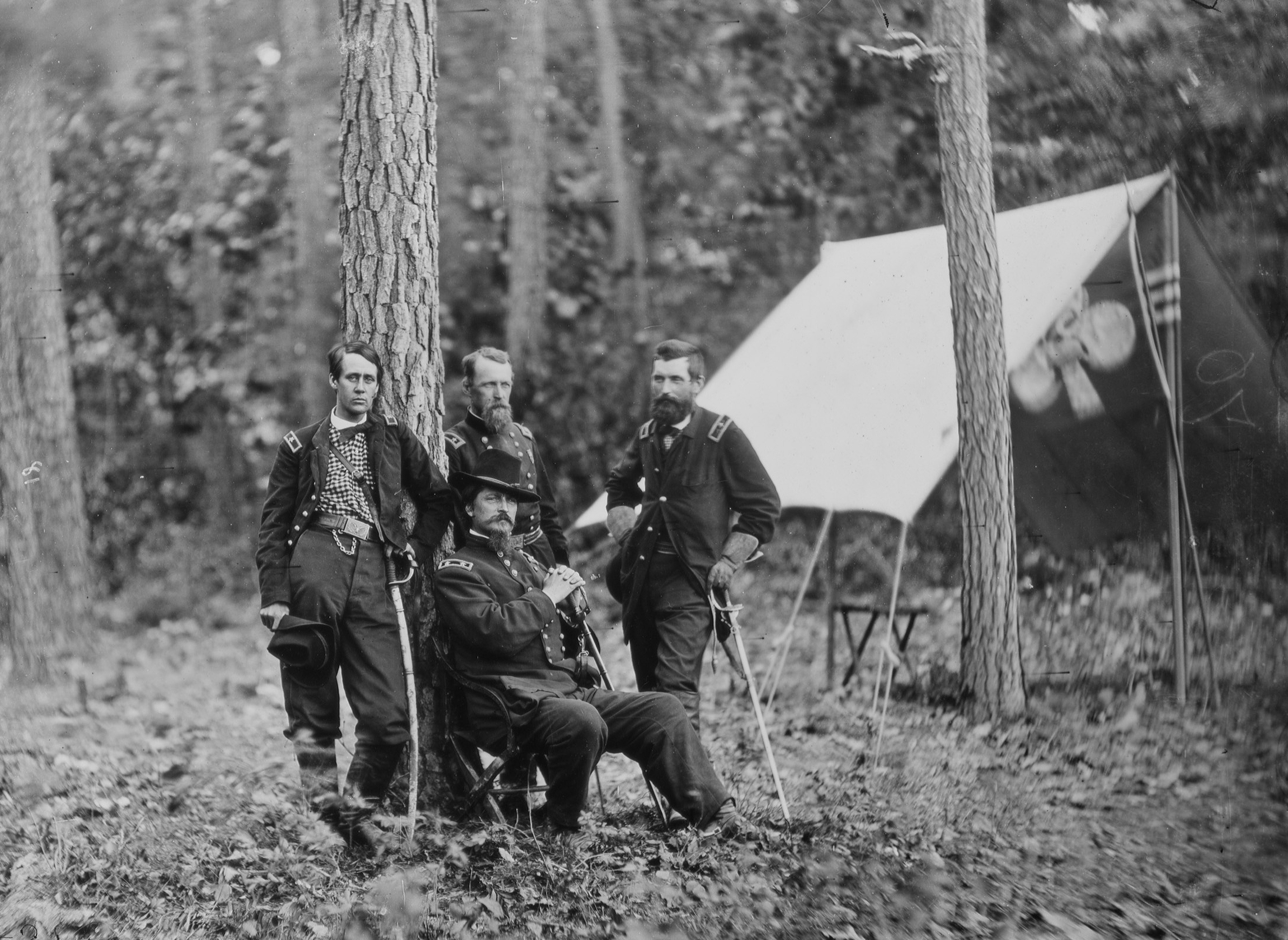
La fotografia che ispirò Jean-Michel Charlier. L’"anonimo ufficiale" dal volto simile a quello di Blueberry è l’uomo sulla sinistra, il brigadier generale nordista Francis C. Barlow.

Nel 1974 Jean-Michel Charlier scrisse un articolo di sedici pagine aggiunto alla prima edizione in album di Ballata per una bara, il quindicesimo episodio di Blueberry. Il testo era una biografia fittizia di Blueberry, e ne raccontava la vita, dalla nascita alla morte, con un piglio da rigorosamente storico. Quando gli vennero chiesti chiarimenti, una decina di anni dopo, Charlier spiegò, che nel momento in cui si rese conto che Blueberry era diventato il personaggio chiave della serie che stava creando, già allora gli si era formata nella mente un’idea chiara della sua intera vita e di tutte le sue peripezie, incluse le ragioni che stavano dietro al naso rotto e allo strano nomignolo. Quando Ballata per una bara era pronto per l’uscita in edizione album, Charlier sentì che era arrivato il momento di affidare le sue elucubrazioni alla carta. Vi era inoltre una ragione pratica: la storia era infatti già più lunga di 16 facciate rispetto alla foliazione standard adottata nel mercato fumettistico francese all’epoca (62 tavole più due pagine di frontespizio, anziché le canoniche 46+2), e pertanto l’aggiunta della biografia – lunga precisamente 16 pagine – non era un gran problema per gli stampatori.
Ai tempi l’inclusione di un articolo di background in un album a fumetti fu una novità; quel che Charlier non riuscì a prevedere fu che molti, in un’epoca pre-Internet, avrebbero davvero considerato la biografia di Blueberry come degna di fede, e che essa sarebbe stata addirittura citata in altri media. In effetti, Charlier – che oltre ad essere uno sceneggiatore di fumetti era anche un giornalista e un documentarista, con una solida reputazione – aveva già scritto in precedenza molti e più brevi editoriali sul “Far West” per la testata Super Pocket Pilote (nei numeri 4-9), a corredo delle storie brevi de La giovinezza di Blueberry lì serializzate, che erano effettivamente accurati da un punto di vista storiografico.
Charlier comunque non aveva intenzione di ingannare i lettori, e scrisse la biografia aspettandosi che il pubblico avrebbe capito che si trattava di un falso (a dispetto della citazione tarda sopra riportata, nella quale l’autore la presenta maliziosamente come una bufala consapevole). La non-intenzionalità è testimoniata da precedenti sue dichiarazioni, in cui era stupito per come il testo era stato accolto. “Ancora oggi [1978, N.d.T.], ricevo lettere di lettori – non bambini, bada, ma adulti – che chiedono come diamine abbiamo fatto a trovare il vero Blueberry. Ci sono persone che l’hanno presa per vera”. “Ho scritto una biografia fittizia di Blueberry, e tutti ci hanno creduto!”. Le foto a corredo erano effettivamente autentiche, anche se le didascalie che le commentavano erano state scritte in maniera da far riferimento a fatti della serie a fumetti. L’inclusione del dipinto di cui Charlier parla nella citazione in apertura, realizzato per l’occasione dal pittore Pierre Tabary (fratello del più noto fumettista Jean Tabary, il creatore – assieme a René Goscinny – del celebre Iznogoud), rafforzò ulteriormente la parvenza di credibilità.
La biografia di Blueberry è stata tradotta in italiano per la prima – e, al 2019, unica – volta nell'edizione del 2014 di Alessandro Editore di Ballata per una bara.

## Blueberry(1963–2007)
Blueberry è la principale fra le serie dedicate all'eponimo personaggio. L'azione si svolge poco dopo la fine della Guerra di secessione americana (teatro de La giovinezza di Blueberry), fra il 1867 (Fort Navajo) e il 1872 (Arizona Love). Un periodo compresso ma denso di sconvolgimenti, in cui il protagonista passa dall'essere tenente dell'esercito americano (volumi 1-15) a fuorilegge ricercato in tutti gli Stati Uniti per il presunto occultamento dell'enorme bottino di guerra sudista che era stato incaricato di recuperare (volumi 16-22).

### Storia editoriale

#### La creazione (1963)
Blueberry affonda le sue radici nei primi lavori di Jean Giraud a tema western, come il fumetto Frank et Jeremie per la rivista Far West; le storie brevi che creò per le riviste dell’editore francese Fleurus – il suo primo incarico fisso come fumettista di professione (nel periodo 1956–58); e soprattutto la collaborazione con Joseph "Jijé" Gillain a un episodio della serie più famosa di quest’ultimo, Jerry Spring, per la quale Giraud realizzò i disegni e le inchiostrazioni di alcune tavole dell’undicesimo episodio (La pista di Coronado, pre-pubblicato sulla rivista Spirou nei numeri 1192-1213 del 1961); in seguito a questa istruttiva esperienza continuò a lavorare per un breve periodo con il figlio di Jijé, Benoit Gillian, il quale aveva fondato una rivista a tema western, Bonux-Boy (1960–61).
Poco prima di iniziare l’apprendistato sotto Jijé, Giraud aveva già incontrato Jean-Michel Charlier di sua spontanea iniziativa, chiedendo allo sceneggiatore francese se fosse interessato a scrivere per lui una nuova serie western da pubblicare su Pilote, rivista appena co-fondata, fra gli altri, dallo stesso Charlier e dai creatori di Asterix René Goscinny e Albert Uderzo. In quell’occasione Charlier rifiutò, sostenendo di non aver mai nutrito molto interesse nei confronti del genere. In realtà, lo sceneggiatore aveva già realizzato diversi lavori western per svariate riviste – sia a fumetti, sia in prosa –, nel periodo 1949–59. In particolare, in una storia illustrata, dal titolo Cochise (pubblicata nel luglio del 1957 sulla rivista Jeannot), Charlier raccontava della cosiddetta “questione Bascom”, che sei anni più tardi sarebbe stata al centro – sia pure in versione romanzata – proprio della prima storia di Blueberry, Fort Navajo. Inoltre, Charlier aveva precedentemente visitato il sud-ovest degli Stati Uniti nel 1960, esperienza che gli tornerà utile per molti articoli sui nativi americani che pubblicherà poi su Pilote.
Nel 1962 la rivista mandò Charlier in giro per il mondo con l’obiettivo di raccogliere materiale per alcuni reportage. Una delle ultime tappe del viaggio, nel 1963, lo condusse nella Edwards Air Force Base nel Deserto del Mojave, California: lì colse l’opportunità per "riscoprire il West americano", e tornò in Francia con il desiderio di scrivere una serie western. Chiese a Jijé di disegnarla, ma questi, essendo da molti anni un amico di Charlier, temette che sarebbe potuto sorgere un potenziale conflitto di interessi, dal momento che egli lavorava stabilmente per la rivista rivale Spirou, dove aveva già il suo western personale, il sopra menzionato Jerry Spring. Fu a quel punto che Jijé ricordò a Charlier il nome di Giraud. Per una felice coincidenza, quest'ultimo aveva grande familiarità con i paesaggi che avevano ispirato Charlier, dal momento che era stato in Messico nel 1956 per nove mesi: il cielo e le pianure messicane gli avevano "aperto la mente".

#### I primi anni (1963–73)
(Giraud, 1975)
(Charlier, 1978)

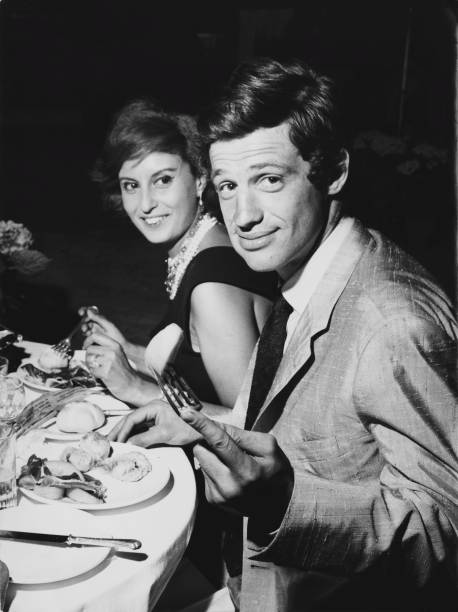
L'attore francese Jean-Paul Belmondo ha prestato i suoi lineamenti – almeno nelle prime storie – al personaggio di Blueberry. La foto è stata scattata nel 1960, più o meno nello stesso periodo in cui Charlier e Giraud iniziarono a lavorare alla serie.

La prima storia di Blueberry venne pubblicata nel numero di Pilote del 31 ottobre 1963. Intitolata Fort Navajo, si sviluppò a puntate per un totale di 46 tavole nei numeri successivi. Originariamente Blueberry – il cui volto era ispirato a quello dell’attore francese Jean-Paul Belmondo – era solo uno fra i tanti protagonisti; la serie era intesa come una narrazione corale, ma rapidamente gli eventi iniziarono a gravitare attorno a lui, in conseguenza del successo che aveva riscosso presso i lettori. 
Per queste ragioni, Charlier fu obbligato a fare retro-front e a sbarazzarsi di altri potenziali co-protagonisti che in origine aveva in mente di affiancargli. La cosa ebbe alcuni effetti collaterali: dopo aver “ucciso” il tenente Crowe nel quinto episodio della serie, La pista dei Navajos, la rivista Pilote ricevette molte lettere di protesta di lettori che accusavano Charlier di aver liquidato un personaggio simpatetico. In ogni caso, mentre tutti gli altri personaggi importanti venivano messi da parte, una figura secondaria si fece largo e iniziò a comparire sempre più spesso al fianco di Blueberry a partire dal quarto episodio, Il cavaliere perduto, ovvero il fedele amico, l’ubriacone Jimmy McClure. In verità, per sua stessa ammissione, Charlier aveva inizialmente pensato a McClure come a un personaggio di secondaria importanza, ma a Jean Giraud piacque al punto che chiese allo sceneggiatore di approfondire il suo ruolo nella serie. Si tratta di una delle prime "intromissioni" di Giraud nel lavoro di Charlier, che in futuro diventeranno più frequenti.
Nella scena fumettistica francese dello scorso secolo era tradizione pre-pubblicare i fumetti a puntate su riviste, e poi raccogliere i vari archi narrativi in album monografici, dalla confezione cartonata più prestigiosa, tipicamente con un anno di ritardo rispetto alla serializzazione su magazine. La pratica dell’album cartonato non fu introdotta per la prima volta, ma venne altresì sdoganata in maniera massiccia proprio dall'editore Dargaud e dall’esperienza di Pilote. Il primo album di Blueberry, che raccoglieva la storia Fort Navajo, venne pubblicato solo nel settembre del 1965 (circa due anni dopo la pre-pubblicazione), come diciassettesimo (e ultimo) numero della collana-ombrello La Collection Pilote. La collana era nata per iniziativa dello stesso Charlier (ospitò anche le storie di Asterix di René Goscinny e Albert Uderzo, e di Barbarossa e Tanguy e Laverdure, sceneggiati entrambi da Charlier, e disegnati rispettivamente da Victor Hubinon e da Uderzo), e fu precisamente questa esperienza che impose l’album cartonato come standard pressoché universale (almeno fino ad anni più recenti) del mercato francese. Tra l'altro, dopo la pubblicazione di Fort Navajo, la Collection Pilote venne soppressa, e i vari personaggi ricevettero ciascuno una collana personale: quella di Blueberry divenne Fort Navajo, un'avventura del tenente Blueberry (Fort Navajo, une Aventure du Lieutenant Blueberry).
In occasione della serializzazione su Pilote, Giraud realizzava spesso illustrazioni extra per le copertine della rivista, gli editoriali e i sommari, tutto materiale non presente negli album singoli; la maggior parte di esso è stato per la prima volta recuperato in occasione della ristampa nelle Intégrales della Dargaud, pubblicate in Francia dal 2012 al 2019 in nove volumi.
Le prime 16 storie di Blueberry vennero proposte con il metodo della pre-pubblicazione su Pilote, fino a Il fuorilegge (serializzato su rivista nel corso del 1973, e uscito in album monografico nel 1974). A partire dall'episodio successivo, Angel Face, i rapporti dei due autori con l'editore Dargaud si incrinarono.

#### Il contenzioso con la Dargaud (1974–79)
(Giraud, 1988, a domanda se il cambio di periodicità di Pilote – nel 1974 la rivista passò da settimanale a mensile – avesse a che fare con il trasferimento di Blueberry presso altri editori)
Con la crescente popolarità di Blueberry, iniziò a manifestarsi anche il progressivo scontento degli autori in merito alle retribuzioni pattuitegli dalla Dargaud. Già nel 1974 Charlier mostrò la sua insoddisfazione sotto questo punto di vista, quando decise di pre-pubblicare Angel Face, il diciassettesimo episodio della serie, su Nouveau Tintin della Lombard, anziché sulla "solita" Pilote – peraltro a sorpresa, visto che la redazione aveva già preannunciato la storia ai lettori. Per tutta risposta il proprietario e fondatore della Dargaud, Georges Dargaud, pubblicò direttamente Angel Face in album ancor prima che Nouveau Tintin iniziasse la serializzazione (mossa del tutto legittima, visto che le licenze di pre-pubblicazione su rivista e di pubblicazione in volume erano gestite separatamente). A quel punto Giraud lasciò di sua spontanea iniziativa la serie. 
Sebbene Charlier non avesse influenzato la sua decisione, l'episodio nondimeno fu utile anche a lui come pretesto. Giraud aveva abbandonato infatti Blueberry con la conclusione a cliffhanger di Angel Face: i lettori iniziarono così a premere sull'editore per vedere il seguito della storia. Nel momento in cui Georges Dargaud chiese a Charlier una nuova avventura di Blueberry, lo sceneggiatore fu allora nella posizione di poter rispondere che “mi manca l'ispirazione”.
In realtà all'epoca Giraud era già predisposto a lasciare Pilote e Blueberry, soprattutto poiché voleva dedicarsi maggiormente ai fumetti di genere fantascientifico nelle veci del suo alter ego Mœbius. “In quel periodo, Charlier e io avevamo un contenzioso finanziario con la Dargaud, che si verificò nel momento migliore perché potessi usarlo come alibi per lasciare la serie”. Come ulteriore e più pressante movente, Giraud era stato invitato dal regista cileno Alejandro Jodorowsky a Los Angeles. Jodorowsky era rimasto impressionato dal lavoro dell'illustratore di Blueberry, e lo voleva al suo fianco come concept artist e storyboarder per un progetto di trasposizione cinematografica del romanzo di fantascienza Dune di Frank Herbert. Per poter partire subito per la California, Giraud ruppe con Angel Face il suo “record personale”, terminando l'album settimane prima rispetto alla data di consegna prevista. Fece talmente in fretta che la sceneggiatura di Charlier (che era solito fornire ai disegnatori con cui collaborava le pagine di script man mano che essi procedevano nel lavoro) non era ancora completa; e pertanto lo scrittore, che all'epoca era impegnato nella realizzazione di un documentario negli Stati Uniti, diede a Giraud il permesso di continuare da sé la storia. Quando Charlier si liberò, riprese dal punto in cui Giraud si era fermato, senza modificare particolarmente il lavoro del collega.
Charlier aveva effettivamente lasciato la Dargaud già nel 1972, dal momento che – oltre al problema dei diritti – non si sentiva a suo agio con il rinnovamento editoriale post-sessantottino della redazione, da dichiarato conservatore qual era. Anche se continuò a scrivere sceneggiature per Giraud (e per lui solo: le sue altre serie – su tutte, Tanguy e Laverdure, ai cui disegni era succeduto ad Albert Uderzo Jijé, e Barbarossa, ancora nelle mani di Victor Hubinon – andarono in pausa, e ripresero solo a fine anni settanta sotto altri editori) iniziò a dedicare più energie alla sua attività di documentarista per la televisione francese. Fu tra l'altro mentre stava lavorando a due documentari sulla Rivoluzione messicana che gli venne l'idea per il fumetto western Los Gringos, disegnato dallo spagnolo Víctor de la Fuente e pubblicato a partire dal 1979 per i tipi dell'editore tedesco Koralle-Verlag.
Fu la prima volta che Giraud scrisse – sia pure solo in parte – una storia di Blueberry da sé. Considerato il favore con cui Charlier accolse il lavoro del collega, l'episodio testimonia quanto la loro relazione fosse diventata solida e basata su fiducia e rispetto reciproci. Giraud ebbe a sostenere che il deterioramento dei rapporti con la redazione di Pilote influenzò in maniera negativa i suoi lavori già molto tempo prima dell'abbandono di Dargaud: “Iniziai la storia [Angel Face, N.d.T.] nel 1972–73, ma rimase nel cassetto fino al 1975. Eppure, penso che nessuno possa notare le difficoltà in cui nacque; ci sono scene molto buone, pagine in cui ho messo anima e corpo. È vero che le tavole de Il fuorilegge erano state decisamente scadenti: Angel Face in qualche modo compensò”.
Cinque anni più tardi Giraud era pronto per tornare su Blueberry: non sotto la Dargaud, dal momento che aveva formalmente terminato il suo contratto nel 1974, ma lavorando come free-lancer. “Gli editori bramavano gli enormi numeri [di copie vendute di Blueberry, N.d.T.], quindi abbiamo ricominciato a lavorare alla serie. Ma non è più la stessa cosa. Non sarò mai più ingabbiato da Blueberry!”, con riferimento alla prima metà degli anni settanta, periodo in cui Giraud si sentiva artisticamente “oppresso” dalla sua co-creazione. Tuttavia, le modalità di pubblicazione e di retribuzione che concernevano la serie rimanevano irrisolte, e per tagliare corto la pre-pubblicazione del lungamente atteso diciottesimo episodio, Naso Rotto, venne fatta nel 1980 sulla rivista Métal Hurlant, dell'editore Les Humanoïdes Associés (co-fondato nel 1974, fra gli altri, dallo stesso Giraud). Si trattava di una destinazione atipica e chiaramente di comodo, visto che Métal Hurlant era dedicata in maniera pressoché totale al fumetto di fantascienza.
Charlier ripeté in sostanza lo stesso stratagemma utilizzato quattro anni prima con Angel Face, per mettere la Dargaud sotto pressione e convincerla a rivedere la situazione contrattuale sua e di Giraud. Di fronte all'opposizione dell'editore, Charlier ruppe definitivamente i rapporti, portando con sé non solo Blueberry, ma anche tutte le sue varie co-creazioni, in special modo Barbarossa e Tanguy e Laverdure – le quali, sebbene non popolari quanto Blueberry, erano comunque fra le serie di punta del catalogo della Dargaud.

#### Peregrinazioni editoriali (1979–89)
Benché ancora contrattualmente obbligati a lasciare che la pubblicazione in album del più recente episodio Naso Rotto fosse curata dalla Dargaud, Charlier e Giraud presero contatti per la storia successiva, La lunga marcia, con la tedesca Koralle-Verlag (per un caso, proprio l'editore della primissima edizione in tedesco di Blueberry, all'inizio degli anni settanta), sussidiaria all'epoca di Axel Springer SE. La scelta fu fatta in conseguenza dell'ambizioso piano di espansione internazionale che l'editore stava perseguendo al tempo. Perfettamente d'accordo con la direzione, Charlier non solo riprese dunque i suoi fumetti Barbarossa e Tanguy e Laverdure – in pausa da ancora prima, visto che lo sceneggiatore non aveva più scritto nuove storie dal momento in cui aveva lasciato la Dargaud, nel 1974 –, ma creò anche una nuova serie, la precedentemente menzionata Los Gringos, con il disegnatore spagnolo Víctor de la Fuente. Tuttavia, Charlier non si era reso conto che quella dell'editore era un'exit strategy a loro spese. Nel 1978 la Koralle era sull'orlo della bancarotta, e il piano di espansione internazionale fu approntato come extrema ratio. Nel panorama fumettistico europeo di quegli anni era una mossa piuttosto inedita, e in effetti la Koralle riuscì a stabilirsi in alcuni Paesi al di fuori Germania e a lanciare edizioni locali della propria rivista principale Zack (in Francia per esempio, con il nome Super As), con il “resuscitato” Blueberry come titolo portabandiera; tuttavia la strategia non pagò abbastanza, la holding decise di staccare la spina nel 1980, e Blueberry rimase nuovamente senza casa.

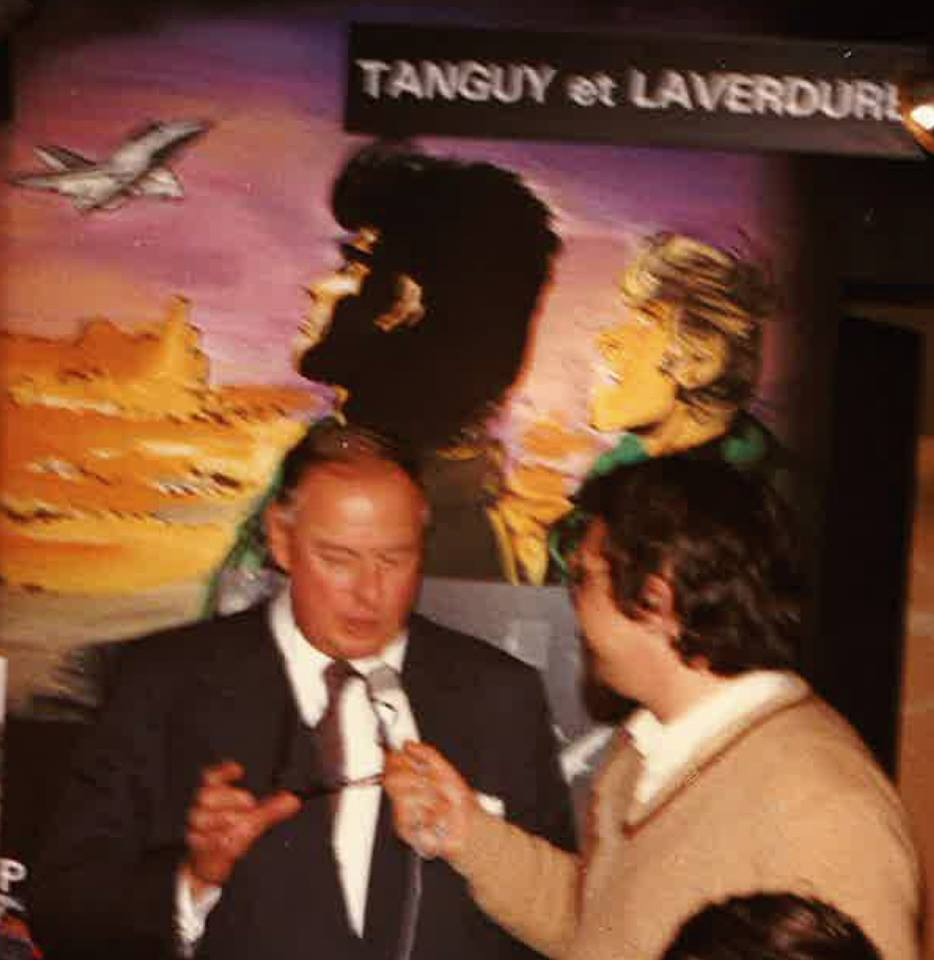
Jean-Michel Charlier nel 1983 al Festival di Angoulême. Sullo sfondo, un cartellone dedicato alla sua serie a fumetti Tanguy e Laverdure, creata graficamente da Albert Uderzo, e disegnata all'epoca da Patrice Serres.

Tra l'altro, non furono solo Charlier e Giraud a ritrovarsi ancora una volta senza un editore alle spalle, dal momento che la Koralle aveva convinto altri fumettisti franco-belgi a pubblicare per i propri tipi. Il più importante era senza dubbio Hermann, che con Koralle aveva lanciato la prima serie che lo vedeva, oltre che come disegnatore, anche nella veste inedita di sceneggiatore, il post-apocalittico Jeremiah; per potersi dedicare ad essa a tempo pieno, Hermann aveva lasciato il suo ruolo di illustratore di due dei fumetti di punta dell'editore belga Le Lombard, ovvero l'avventuroso Bernard Prince, e soprattutto il western Comanche – secondo all'epoca per popolarità al solo Blueberry –, entrambi scritti da Greg. Nella galassia Koralle si muoveva anche Jacques de Kezel, un'influente figura dietro le quinte, responsabile della gran parte delle recenti acquisizioni dell'editore. Proprio De Kezel, desideroso di affrancarsi dalla holding Axel Springer SE, fondò a Bruxelles nel 1980 un nuovo soggetto, Les Nouvelles Éditions Internationales S.A. – meglio conosciuto con l'acronimo Novedi –, con lo scopo precipuo di recuperare i fumetti di Charlier e di Hermann lasciati orfani dopo la chiusura di Koralle. La strategia di Novedi non prevedeva la formula della serializzazione su una rivista propria – pratica che all'epoca in Europa stava lentamente ma inesorabilmente venendo abbandonata, dal momento che gestire una redazione comportava costi eccessivi –, e piuttosto una pubblicazione direttamente in formato album (eventuali licenze di pre-pubblicazione da parte di altri editori erano comunque considerate).
L'editore impiegò qualche tempo per mettersi in carreggiata, e il biennio 1979–80 fu occupato da una raccolta di capitale per assicurarsi una certa sicurezza finanziaria. Nel breve lasso di tempo il catalogo fu trasferito temporaneamente all'editore Édi-Monde del gruppo Hachette (con il quale Charlier aveva stretto contatti), sotto la neonata etichetta EDI-3-BD. EDI-3-BD pubblicò circa due dozzine di album di Novedi – inclusa La lunga marcia –, occupandosi strettamente del Belgio e dell'Olanda; sul suolo francese gli albi arrivarono invece tramite l'editore Fleurus (uno dei primissimi per cui Giraud aveva iniziato a lavorare, alla fine degli anni cinquanta), che rilasciò la stessa La lunga marcia in Francia. EDI-3-BD cedette tutti i diritti a Novedi nel 1981, che iniziò così le attività vere e proprie. Come riconoscenza per l'aiuto prestatogli, Novedi continuò a fare appoggio su Hachette, concedendo i diritti di Blueberry e di altre serie per la Francia.
Per un decennio Blueberry risiedette presso Novedi. Gli anni ottanta videro tre nuovi episodi della serie principale (con i quali venne completato il lungo ciclo in dieci parti iniziato quasi quindici anni prima con Chihuahua Pearl), così come quattro album della neonata serie spin-off La giovinezza di Blueberry.
Benché sia Blueberry, sia Jeremiah di Hermann fossero due serie estremamente forti in quanto a vendite, la base finanziaria di Novedi era troppo ristretta. Chiuse i battenti nel 1990, dopo aver pubblicato circa 120 album, e nonostante nella seconda metà degli anni avesse iniziato a pubblicare anche in Francia senza più bisogno dell'intermediazione di EDI-3-BD.

#### La morte di Charlier (1989–92)
(Jean Giraud, agosto 1989, a proposito di Arizona Love)
Il 10 luglio 1989 Jean-Michel Charlier morì. Nel corso della sua intera carriera, Charlier era sempre stato oberato di lavoro, occupandosi al contempo di dozzine di progetti, e anzi aumentando il carico man mano che invecchiava. La sua morte, causata dalla debolezza delle sue condizioni cardiache, non fu quindi un evento del tutto inaspettato. La mole di fatica a cui si sottoponeva divenne una preoccupazione per Giraud: “Era un bulimico di lavoro! C’erano sempre sette o otto sceneggiature in corso di lavorazione. La sua vita era sul serio un sentiero di autodistruzione. Avreste dovuto vederlo al lavoro alla scrivania! Sei mesi prima della scomparsa, gli intimai di darsi una calmata. Molto artisticamente rispose: No, ho scelto io di vivere così!”
Charlier, conservatore per natura e sospettoso nei confronti della fantascienza in generale, non aveva mai capito cosa il più giovane collega cercasse di realizzare nei panni del suo alter ego Mœbius. Nonostante ciò non cercò mai di ostacolare Giraud, dal momento che riteneva che un artista del suo calibro necessitasse di tanto in tanto di una “doccia mentale”. Inoltre, Charlier apprezzava molto che Giraud inserisse certe innovazioni grafiche che aveva perfezionato come Mœbius nella serie di Blueberry: rimase in particolare impressionato dalle tavole di Naso Rotto, ed ebbe a definire nel 1982 Giraud come “uno dei più grandi artisti di sempre nel campo del fumetto”. Il disegnatore francese Michel Rouge, che venne incaricato da Giraud nel 1980 di inchiostrare venti tavole de La lunga marcia, ha dipinto però uno scenario leggermente diverso. Avendo capito fin da subito che i due co-autori vivevano in mondi completamente distinti, notò che a Charlier non piacque affatto che Giraud prendesse sotto la sua ala un assistente, poiché temeva che la cosa lo avrebbe portato ad affrancarsi da Blueberry per dedicarsi esclusivamente alle sue “sperimentazioni” nei panni di Mœbius. Anche Giraud, in anni più recenti, ha sostenuto che Charlier apparentemente “detestasse” il suo altro lavoro, che lo ritenesse in un certo senso un “tradimento”; anche se, almeno nella sua personale esperienza, Charlier cercava comunque di tenere la “mente aperta”.
Benché Charlier chiudesse un occhio sull’operato di Giraud come Mœbius, era comunque convinto che i disegnatori, soprattutto quelli che lavoravano con lui, dovessero essere totalmente ed esclusivamente dediti al proprio mestiere. In questo era per certi versi incoerente, visto che egli stesso era spesso immischiato in plurimi progetti di varia natura. Quest’ultimo fatto ha spesso causato a molti dei suoi disegnatori problemi – incluso Giraud, almeno nei primi tempi di Blueberry –, poiché era notoriamente in ritardo sulle consegne delle sceneggiature. Tuttavia, come lo stesso Charlier ebbe a riscontrare, in breve Blueberry iniziò ad occupare un posto speciale nel suo cuore, e agli artisti che vi lavoravano (Giraud innanzitutto, e più tardi anche il disegnatore de La giovinezza di Blueberry Colin Wilson) incominciò a fornire gli script con maggiore puntualità. Il metodo di lavorazione di Charlier aveva d'altronde degli effetti collaterali, e le sue sceneggiature spesso contenevano degli errori di continuity (incluse quelle di Blueberry).
La sceneggiatura del ventitreesimo episodio di Blueberry, Arizona Love, era solo a circa un terzo quando Charlier morì, e il completamento della storia fu perciò ritardato visto che Giraud dovette prendersi del tempo per scrivere le pagine restanti. Vista la sua familiarità venticinquennale con la serie e il suo protagonista, era naturale che fosse lui a continuare a scriverla, soprattutto perché era già stato concordato “nei contratti firmati con Jean-Michel” che l’eventuale “sopravvissuto avrebbe potuto continuare la serie da sé”. Fu questa circostanza che spinse Philippe, il figlio di Charlier e ora erede della sua parte di diritti, a sostenere che Novedi stesse surrettiziamente negoziando con Giraud per tagliare fuori la famiglia di Charlier dal futuro di Blueberry; una diceria infondata, visto che prove di queste contrattazioni non sono mai state rinvenute, e soprattutto visto che all’epoca Giraud era troppo impegnato con i suoi lavori come Mœbius. Inoltre, secondo la legislazione francese corrente, la vedova dello sceneggiatore, Christine, aveva diritto a incassare il 10% degli introiti derivanti dalle vendite dei volumi di Blueberry post-Charlier.
Per quel che riguardava Giraud, dovendo lavorare senza una rete di sicurezza per la prima volta, inizialmente nutrì molti dubbi sul compito che lo attendeva. Il disegnatore de La giovinezza di Blueberry Colin Wilson ricorda di avergli recato visita un giorno di quel periodo assieme alla compagna, la sua colorista personale Janet Gale: “Janet e io incontrammo Jean mentre stava lavorando ad Arizona Love – nel maggio del 1989, penso [sic: un errore di memoria, in quanto all’epoca Charlier era ancora vivo, N.d.T.]. Alcune delle prime tavole che ci mostrò erano radicalmente diverse da quelle che vennero effettivamente pubblicate nell’album finito. Non ebbi il tempo di leggere le pagine di sceneggiatura che riguardavano quelle tavole, ma so che Jean ne rifece una gran parte daccapo, prima che l’album uscisse”. Le tavole scartate da Giraud vennero pubblicate come bonus nell’edizione di lusso di Mister Blueberry (il ventiquattresimo album della serie) del 1995, una co-pubblicazione Dargaud-Stardom.
Shockato dalla morte del collega e amico, Giraud impiegò quasi cinque anni a imbarcarsi in una nuova storia di Blueberry come autore completo, dopo aver realizzato Arizona Love. Giraud disse che la serie aveva “perso suo padre”, e che “la madre aveva bisogno di tempo per superare il lutto”.

#### Nuove peregrinazioni editoriali (1990–93)

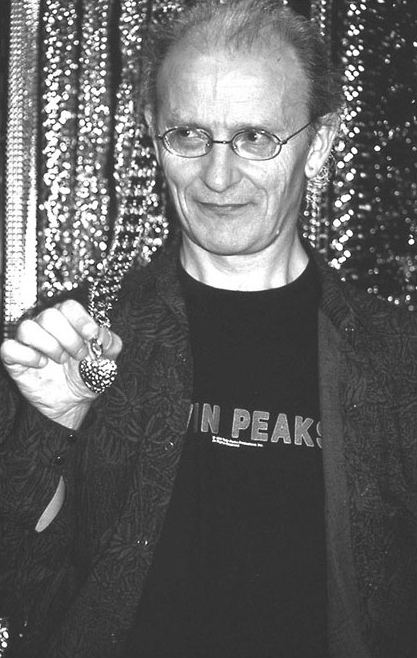
Jean Giraud nel 1992 a Lugano.

La morte di Charlier coincise per un caso con i problemi crescenti dell’editore Novedi, e Giraud suggerì a Philippe, figlio ed erede di Charlier, di muovere le co-creazioni del padre presso Les Humanoïdes Associés, che lo stesso Giraud aveva co-fondato a metà degli anni settanta (ma dal quale si era progressivamente affrancato, pur senza rompere mai del tutto i rapporti). Comunque, Giraud non prese ulteriori decisioni, dal momento che all’epoca risiedeva ancora negli Stati Uniti ed era impegnato con i suoi progetti personali. Charlier jr. prese contatti con Fabrice Giger, il quale aveva acquistato all’inizio del 1989 Les Humanoïdes Associés, ma scelse alla fine di pubblicare presso l’editore che lo stesso Giger aveva fondato nel 1988 in Svizzera, Alpen Publishers. Charlier jr. scoprì così che in realtà già il padre, subodorando la situazione di Novedi, aveva iniziato a parlare con Giger nel 1988. Giger ha svelato nel 2008 che fu in quella occasione che lui e Charlier jr. parlarono dell’istituzione della fondazione “JMC Aventures”, intesa come baluardo dell’integrità morale e creativa delle opere del padre: “Dopo la morte di Jean-Michel, nacque un progetto fra il figlio Philippe, sua madre e noi per creare una struttura dedicata alla prosecuzione delle serie co-create da Charlier, ‘JMC Aventures’”.
Nel tempo relativamente breve passato presso Alpen Publishers, venne pubblicato un solo nuovo album della serie madre, Arizona Love: la lavorazione in realtà era iniziata già sotto l’egida di Novedi, ma Charlier sr. non aveva ancora iniziato a contrattare con l’editore, e dunque “JMC Aventures” poté vendere tranquillamente i diritti alla casa di Giger, con il pieno consenso di Giraud. Il disegnatore in anni più recenti ha comunque espresso un’opinione leggermente diversa, lasciando intendere che non fosse del tutto soddisfatto di come la situazione si era risolta – soprattutto perché Charlier sr. non gli aveva mai svelato di aver preso contatti con Giger. Alpen Publishers pubblicò anche il quinto episodio de La giovinezza di Blueberry, Tre uomini per Atlanta, così come pure i primi due episodi di Marshal Blueberry – Su ordine di Washington e Missione Sherman –, e nuove storie di Los Gringos e Barbarossa di Charlier sr. (realizzate da nuovi autori, dopo la morte dello sceneggiatore). Benché nelle intenzioni iniziali l’intero corpus delle opere di Charlier sr. avrebbe dovuto essere pubblicato da Alpen Publishers, il progetto non venne mai attuato del tutto per motivi non esplicitamente chiariti – Giger lasciò intendere che vi fossero difficoltà nella gestione dei copyright con gli eredi dei vari disegnatori delle serie, soprattutto la vedova di Jijé. La permanenza presso l’editore si concluse nel 1992 – due anni dopo Alpen Publishers avrebbe chiuso i battenti –, e lo stesso Giger iniziò ad investire maggiormente su Les Humanoïdes Associés, aprendo anche una filiale negli Stati Uniti, Humanoids Publishing Ltd., nel 1999.
Dal momento che l’editore belga Dupuis aveva già dimostrato un certo interesse nei confronti della serie quando serializzò sulla propria rivista di punta Spirou il ventunesimo episodio di Blueberry, L’ultima carta (nel 1983), Philippe Charlier decise di prendere contatti con esso. Tuttavia, la permanenza presso Dupuis durò meno di un anno, per motivi ignoti. L’editore ristampò alcuni degli album della serie madre e della Giovinezza all’interno della collana Repérages, ma nessun nuovo titolo venne preparato per l’occasione.

#### Il ritorno alla Dargaud (1993–2007)
(Giraud, 2010)
Stanco dell’inazione di Giraud, Philippe Charlier prese la questione in mano e riportò tutte le co-creazioni del padre all’editore originale Dargaud alla fine del 1993, senza apparenti obiezioni da parte dell’artista (anche se questi aveva stipulato un’esenzione speciale per i prodotti artistici a tema Blueberry che non fossero fumetti in senso stretto, come artbook e illustrazioni sparse, che si riservò di pubblicare presso i suoi editori personali Gentiane/Aedena, Starwatcher e Stardom), e da allora Blueberry risiede lì. La Dargaud ottenne i diritti di pubblicazione di tutti i titoli della serie, inclusi gli spin-off, e fu l’occasione propizia per chiedere a Giraud di imbarcarsi in una nuova iniziativa, che sarebbe diventata il ciclo di Mister Blueberry, al momento l’ultimo della serie. A parte questo, la Dargaud ne approfittò per risistemare la confusionaria cronologia della serie, sancendo in maniera netta la suddivisione in tre filoni: Blueberry, La giovinezza di Blueberry (all’interno della quale vennero inclusi i tre album con le raccolte di storie di Super Pocket Pilote, fino a quel momento accorpati alla serie madre), e Marshal Blueberry.
A parte licenze per gli editori internazionali, la Dargaud iniziò anche a licenziare in via straordinaria la serie a editori francofoni: nel biennio 2013-14, per esempio, Hachette poté pubblicare La Collection Blueberry; mentre il quotidiano Le Soir fu in grado, prima nel 2009 e poi nel 2015, di mandare in edicola come allegato un proprio Blueberry Intégrale.
Benché l’album del 2007 Apache – tecnicamente il ventinovesimo, ma considerato in Francia un fuori-serie visto che ristampa materiale in gran parte già precedentemente edito – sia diventato a posteriori l’ultimo della serie a essere pubblicato, dal momento che a Giraud divenne vieppiù difficoltoso lavorare a causa dei problemi alla vista, il disegnatore non ha mai smesso di produrre illustrazioni a tema fino alla sua morte, sopraggiunta nel 2012.
Nello stesso anno – e fino al 2019 – l’editore diede il via alla pubblicazione delle Intégrales di Blueberry: una raccolta in nove volumi di tutti i ventinove episodi della serie (in ognuno trovano spazio alternativamente tre o quattro storie), arricchiti di contenuti d'archivio parzialmente o del tutto inediti, come i rari materiali pubblicitari realizzati da Giraud ai tempi dell’originale pre-pubblicazione su Pilote.

### Elenco dei volumi diBlueberry
| #                                                                  | Titolo francese ed eventuale pre-pubblicazione su rivista o quotidiano | Prima pubblicazione francese in volume | Arco narrativo                          | Titolo e prima pubblicazione in Italia | Note |
| ------------------------------------------------------------------ | --- | -------------------------------------- | --------------------------------------- | --- | --- |
| Episodi scritti da Jean-Michel Charlier e disegnati da Jean Giraud | |                                        |                                         | | |
| 1                                                                  | Fort Navajo, pre-pubblicazione in Pilote Hebdo, dal numero 210 del 31 ottobre 1963 al numero 232 del 2 aprile 1964)                                                                                     | Dargaud, settembre 1965                | Ciclo delle prime guerre indiane        | Fort Navajo, volume monografico, collana Classici Audacia, numero 42, Mondadori, 1967 (con il titolo Forte Navajo, poi cambiato nelle pubblicazioni successive)                                    | - Copertina di Jijé (firmata). - Colorazione rifatta ex-novo per la ristampa Dargaud del 1995, a cura di Claudine Blanc-Dumont. - Colori originali a cura di Claude Poppé. |
| 2                                                                  | Tonnerre à l'Ouest, pre-pubblicazione in Pilote Hebdo, dal numero 236 del 30 aprile 1964 al numero 258 del 1º ottobre 1964                                                                              | Dargaud, gennaio 1966                  | Ciclo delle prime guerre indiane        | Tuoni all’Ovest, volume monografico, collana Classici Audacia, numero 44, Mondadori, 1967 (con il titolo Lampi sul West, poi cambiato nelle pubblicazioni successive)                              | - Tavole dalla 28 alla 36 disegnate da Jijé (non firmate). Intervento non accreditato. - Colorazione rifatta ex-novo per la ristampa Dargaud del 1995, a cura di Claudine Blanc-Dumont. - Colori originali a cura di Claude Poppé. |
| 3                                                                  | L'aigle solitaire, pre-pubblicazione in Pilote Hebdo, dal numero 261 del 2 ottobre 1964 al numero 285 dell'8 aprile 1965                                                                                | Dargaud, gennaio 1967                  | Ciclo delle prime guerre indiane        | L’aquila solitaria, volume monografico, collana Classici Audacia, numero 54, Mondadori, 1967 | - Colorazione rifatta ex-novo per la ristampa Dargaud del 1995, a cura di Claudine Blanc-Dumont. - Colori originali a cura di Claude Poppé. |
| 4                                                                  | Le cavalier perdu, pre-pubblicazione in Pilote Hebdo, dal numero 288 del 29 aprile 1965 al numero 311 del 7 ottobre 1965, Dargaud                                                                       | Dargaud, gennaio 1968                  | Ciclo delle prime guerre indiane        | Il cavaliere perduto, volume monografico, collana Classici Audacia, numero 60, Mondadori, 1967 | - Tavole dalla 17 alla 38 disegnate da Jijé (firmate). Intervento non accreditato. - Colorazione rifatta ex-novo per la ristampa Dargaud del 1995, a cura di Claudine Blanc-Dumont. - Colori originali a cura di Claude Poppé. |
| 5                                                                  | La piste des Navajos, pre-pubblicazione inPilote Hebdo, dal numero 313 del 21 ottobre 1965 al numero 335 del 24 marzo 1966, Dargaud                                                                     | Dargaud, gennaio 1969                  | Ciclo delle prime guerre indiane        | La pista dei Navajos, volume monografico, collana Albi Ardimento, anno III/numero 1, Fratelli Crespi, 1971                                                                                         | - Colori a cura di Jean Giraud. |
| 6                                                                  | L'homme à l'étoile d'argent, pre-pubblicazione in Pilote Hebdo, dal numero 337 del 7 aprile 1966 al numero 360 del 15 settembre 1966, Dargaud                                                           | Dargaud, ottobre 1969                  | one-shot                                | L’uomo dalla stella d’argento, volume monografico, collana Albi Ardimento, anno III/numero 6, Fratelli Crespi, 1971                                                                                | - Colori a cura di Jean Giraud. |
| 7                                                                  | Le cheval de fer, pre-pubblicazione in Pilote Hebdo, dal numero 370 del 24 novembre 1966 al numero 392 del 27 aprile 1967.                                                                              | Dargaud, gennaio 1970                  | Ciclo del cavallo di ferro              | Il cavallo di ferro, rivista Corriere dei Piccoli, dal numero 26 al numero 31, Rizzoli, 1970 | - Colori a cura di Jean Giraud. |
| 8                                                                  | L'homme au poing d'acier, pre-pubblicazione in Pilote Hebdo, dal numero 397 del 1º giugno 1967 al numero 419 del 2 novembre 1967, Dargaud                                                               | Dargaud, marzo 1970                    | Ciclo del cavallo di ferro              | L’uomo dal pugno d’acciaio, rivista Corriere dei Piccoli, dal numero 32 al numero 41, Rizzoli, 1970 (con il titolo Il cavallo di ferro – 2º episodio, poi cambiato nelle pubblicazioni successive) | - Colori a cura di Jean Giraud. |
| 9                                                                  | La piste des Sioux, pre-pubblicazione in Pilote Hebdo, dal numero 427 del 28 dicembre 1967 al numero 449 del 30 maggio 1968, Dargaud                                                                    | Dargaud, gennaio 1971                  | Ciclo del cavallo di ferro              | La pista dei Sioux, rivista Corriere dei Piccoli, dal numero 42 al numero 52, Rizzoli, 1970 (con il titolo Il cavallo di ferro – 3º episodio, poi cambiato nelle pubblicazioni successive)         | - Colori a cura di Jean Giraud. |
| 10                                                                 | Général "Tête Jaune", pre-pubblicazione in Pilote Hebdo, dal numero 453 dell’11 luglio 1968 al numero 476 del 19 dicembre 1968, Dargaud                                                                 | Dargaud, ottobre 1971                  | Ciclo del cavallo di ferro              | Il generale "Testa Gialla", rivista Corriere dei Piccoli, dal numero 13 al numero 18, Rizzoli, 1971                                                                                                | - La prima tavola e la seconda striscia della seconda tavola della storia vennero pubblicate solo su rivista, ed eliminate fin dalla prima edizione francese in volume. In conseguenza di ciò, la seconda tavola viene da allora proposta in versione rimontata, di modo che possa trovare spazio il riassunto che originariamente si leggeva nella prima. Le due tavole così come si presentavano all’epoca della prima pubblicazione sono state recuperate in Blueberry. L’Intégrale 4, pubblicato da Dargaud nel 2015. - Colori a cura di Jean Giraud. |
| 11                                                                 | La mine de l'allemand perdu, pre-pubblicazione in Pilote Hebdo, dal numero 497 del 15 maggio 1969 al numero 519 del 16 ottobre 1969, Dargaud                                                            | Dargaud, gennaio 1972                  | Ciclo dell’oro della Sierra             | La miniera del tedesco perduto, volume monografico, Mondadori, 1978 (con il titolo La miniera del tedesco, poi cambiato nelle pubblicazioni successive)                                            | - Colori a cura di Jean Giraud. |
| 12                                                                 | Le spectre aux balles d'or, pre-pubblicazione in Pilote Hebdo, dal numero 532 del 15 gennaio 1970 al numero 557 del 9 luglio 1970, Dargaud                                                              | Dargaud, luglio 1972                   | Ciclo dell’oro della Sierra             | Il fantasma dai proiettili d’oro, volume monografico, Mondadori, 1978 | - Colori a cura di Évelyne Tran-Lê. |
| 13                                                                 | Chihuahua Pearl, pre-pubblicazione in Pilote Hebdo, dal numero 566 del 10 settembre 1970 al numero 588 dell'11 febbraio 1971, Dargaud                                                                   | Dargaud, gennaio 1973                  | Ciclo del tesoro dei confederati        | Chihuahua Pearl, rivista L'Avventuroso colore (prima serie), Editrice SEA, 1975 | - Colori a cura di Évelyne Tran-Lê. |
| 14                                                                 | L'homme qui valait 500 000 $, pre-pubblicazione in Pilote Hebdo, dal numero 605 del 10 giugno 1971 al numero 627 dell'11 novembre 1971, Dargaud                                                         | Dargaud, luglio 1973                   | Ciclo del tesoro dei confederati        | L’uomo che valeva 500.000 $, rivista Eroi del fumetto, dal numero 1 al numero 4, Editrice Persona, 1971 (incompleto) rivista L’Avventuroso, numero 6, Editore Sole, 1974 (completo)                | - Colori a cura di Jean Giraud. |
| 15                                                                 | Ballade pour un cercueil, pre-pubblicazione in Pilote Hebdo, dal numero 647 del 30 marzo 1972 al numero 679 del 9 novembre 1972, Dargaud                                                                | Dargaud, gennaio 1974                  | Ciclo del tesoro dei confederati        | Ballata per una bara, rivista L'Avventuroso colore (seconda serie), numeri da 1 a 10, Editore Sole, 1977                                                                                           | - Ballata per una bara è accompagnato, fin dalla prima edizione in volume francese, da un articolo di prefazione in prosa di 16 pagine, corredato da varie fotografie d’epoca, che narra della vita di Blueberry. La biografia di Blueberry non è mai stata tradotta in italiano fino al 2014, in occasione dell’edizione in volume di Ballata per una bara di Alessandro Editore. - Colori a cura di Jean Giraud. |
| 16                                                                 | Le hors-la-loi, pre-pubblicazione in Pilote Hebdo, dal numero 700 del 5 aprile 1973 al numero 720 del 23 agosto 1973, Dargaud                                                                           | Dargaud, ottobre 1974                  | Ciclo del complotto contro Grant        | Il fuorilegge, rivista Skorpio, dal numero 6 al numero 9, Eura Editoriale, 1981 (pubblicato senza titolo in quell’occasione)                                                                       | - Durante la pre-pubblicazione in Pilote la storia venne presentata con il titolo originale L’Outlaw (un anglicismo che ha lo stesso significato di quello definitivo). - Colori a cura di Jean Giraud. |
| 17                                                                 | Angel Face, pubblicato direttamente in volume | Dargaud, luglio 1975                   | Ciclo del complotto contro Grant        | Angel Face, rivista Skorpio, dal numero 14 al numero 17, Eura Editoriale, 1981 | - Parzialmente sceneggiato da Giraud. Intervento non accreditato. - Colori a cura di Jean Giraud. |
| 18                                                                 | Nez Cassé, pre-pubblicazione Métal Hurlant, dal numero 38 del 1º febbraio 1979 al numero 40 del 1º luglio 1979, Les Humanoïdes Associés                                                                 | Dargaud, gennaio 1980                  | Ciclo di Blueberry fuggitivo            | Naso Rotto, rivista Skorpio, dal numero 18 al numero 21, Eura Editoriale, 1981 (con il titolo Naso – Rotto, poi cambiato nelle pubblicazioni successive)                                           | - Colori a cura di Évelyne Tran-Lê. |
| 19                                                                 | La longue marche, pre-pubblicazione in Super As, dal numero 69 del 3 giugno 1980 al numero 72 del 24 giugno 1980; e dal numero 85 del 23 settembre 1980 al numero 87 del 7 ottobre 1980, Koralle-Verlag | Fleurus/EDI-3-BD, ottobre 1980         | Ciclo di Blueberry fuggitivo            | La lunga marcia, rivista Skorpio, dal numero 22 al numero 25, Eura Editoriale, 1981 | - Tavole 15-35 inchiostrate da Michel Rouge. Intervento non accreditato. - Colori a cura di Évelyne Tran-Lê. |
| 20                                                                 | La tribu fantôme, pre-pubblicazione in L'Écho des savanes dal numero 81 del 1º ottobre 1981 al numero 83 del 1º dicembre 1981, Les Éditions du Fromage                                                  | Hachette/Novedi, marzo 1982            | Ciclo di Blueberry fuggitivo            | La tribù fantasma, rivista Totem, dal numero 35 al numero 38, Edizioni Nuova Frontiera, 1984 | - Colori a cura di Jean Giraud. |
| 21                                                                 | La dernière carte, pubblicato direttamente in volume | Hachette/Novedi, novembre 1983         | Ciclo della riabilitazione di Blueberry | L’ultima carta, rivista L’Eternauta, dal numero 34 al numero 40, Edizioni EPC, 1985 | - Colori a cura di Fraisic Marot. |
| 22                                                                 | Le bout de la piste, pubblicato direttamente in volume | Novedi, settembre 1986                 | Ciclo della riabilitazione di Blueberry | La fine della pista, rivista L’Eternauta, dal numero 52 al numero 55, Edizioni EPC, 1987 | - Parzialmente disegnato e inchiostrato da Colin Wilson. Intervento non accreditato. - Colori a cura di Janet Gale. |
| 23                                                                 | Arizona Love, pre-pubblicato in France-Soir, dal 10 luglio al 12 settembre 1990 | Alpen Publishers, ottobre 1990         | one-shot                                | Arizona Love, rivista Il Grifo, dal numero 5 al numero 9, Editori del Grifo, 1991/1992 | - Quasi interamente sceneggiato da Giraud, dopo la morte di Charlier (il quale aveva fatto in tempo a completare solo la prima ventina di pagine). Intervento non accreditato. - Colori a cura di Florence Breton. |
| Episodi scritti e disegnati da Jean Giraud                         | |                                        |                                         | | |
| 24                                                                 | Mister Blueberry, pubblicato direttamente in volume | Dargaud, novembre 1995                 | Ciclo di Mister Blueberry               | Mister Blueberry, volume monografico, collana L’Eternauta presenta, numero 161, Editrice Comic Art, 1996                                                                                           | - Colori a cura di Florence Breton. |
| 25                                                                 | Ombres sur Tombstone, pre-pubblicazione in Le Monde dal 14 luglio all’8 agosto 1997, Groupe Le Monde | Dargaud, novembre 1997                 | Ciclo di Mister Blueberry               | Ombre su Tombstone, volume monografico, collana L’Eternauta presenta, numero 175, Editrice Comic Art, 1998                                                                                         | - Colori a cura di Florence Breton. |
| 26                                                                 | Geronimo l'Apache, pre-pubblicazione in BoDoï, dal numero 22 del luglio/agosto al numero 24 del novembre 1999, LZ Publications                                                                          | Dargaud, ottobre 1999                  | Ciclo di Mister Blueberry               | Geronimo l’apache, volume monografico, collana L’Eternauta presenta, supplemento al numero 192, Editrice Comic Art, 1999                                                                           | - Colori a cura di Florence Breton. |
| 27                                                                 | OK Corral, pre-pubblicazione in L'Express, dal numero 2712 al numero 2721 del 2003, SFR Presse | Dargaud, settembre 2003                | Ciclo di Mister Blueberry               | OK Corral volume monografico, Alessandro Editore, 2003 | - Colori a cura di Jean Giraud e Claire Champeval. |
| 28                                                                 | Dust, pubblicato direttamente in volume | Dargaud, marzo 2005                    | Ciclo di Mister Blueberry               | Dust, volume monografico, Alessandro Editore, 2005 | - Colori a cura di Jean Giraud e Scarlett Smulkowski. |
| 29                                                                 | Apaches, pubblicato direttamente in volume | Dargaud, ottobre 2007                  | Ciclo di Mister Blueberry               | Apaches, volume monografico, Alessandro Editore, 2009 | - Apaches è una raccolta di materiale parzialmente già edito: presenta infatti in forma rimontata un gran numero di tavole provenienti dai cinque episodi del ciclo di Mister Blueberry, in particolare quelle che ruotano attorno ai flashback di Blueberry. Vi sono comunque alcune integrazioni realizzate per l’occasione da Giraud, che servono a unire le varie scene in una storia organica. Per queste ragioni il volume in Francia è considerato alla stregua di un fuori-serie, mentre all’estero viene effettivamente presentato come l’ultimo album del ciclo di Mister Blueberry. Dal punto di vista della cronologia interna, si situa immediatamente prima dell’inizio di Fort Navajo. - Colori a cura di Jean Giraud, Florence Breton, Claire Champeval e Scarlett Smulkowski. |

## La giovinezza di Blueberry(1968–presente)
La giovinezza di Blueberry (La Jeunesse de Blueberry) è il primo e il più longevo spin-off tratto dalla serie madre. Le vicende che racconta sono ambientate fra 1861 e 1864, al tempo della Guerra civile americana, alla quale Blueberry prese parte nelle file dei nordisti (pur essendo nato in una famiglia sudista).
Parlando della Giovinezza, bisogna distinguere fra i primi tre album (La giovinezza di Blueberry, Uno yankee chiamato Blueberry, Cavaliere blu), in realtà raccolte di storie brevi realizzate da Jean-Michel Charlier e Jean Giraud alla fine degli anni sessanta, senza un preciso progetto editoriale; e tutti gli episodi successivi (da I demoni del Missouri in poi), realizzati da vari autori e pubblicati a partire dalla metà degli anni ottanta con l’obiettivo manifesto di affiancare alla serie principale uno spin-off vero e proprio. Comunque, a fini editoriali, dal 1993 sia i primi tre album, sia i successivi vengono riuniti sotto il titolo collettivo di La giovinezza di Blueberry.

### Storia editoriale

#### Le storie brevi perSuper Pocket Pilote(1968–79)
(Charlier)
Il materiale per i primi tre album de La giovinezza di Blueberry, realizzato dagli stessi Jean-Michel Charlier e Jean Giraud, fu originariamente pubblicato fra 1968 e 1970 in Super Pocket Pilote, un supplemento della rivista Pilote dal formato tascabile piuttosto insolito per il mercato francese. Super Pocket Pilote richiedeva agli autori che vi prendevano parte delle storie brevi: e le nove avventure confluite nei primi tre album della Giovinezza sono infatti composte in media da 16 tavole l’una. A parte Tuoni sulla Sierra – la prima pubblicata, che racconta di una caccia al ricercato ambientata poco dopo il ciclo del cavallo di ferro della serie madre –, le altre formano un’avventura unica, che narra della fuga di Blueberry dagli stati del sud, della sua entrata nell’esercito unionista e delle sue prime missioni. Eccettuate la già menzionata Tuoni sulla Sierra e l’ultima storia, Doppio gioco, le altre vennero pubblicate tutte in bianco e nero, e colorate solo in occasione della prima pubblicazione in album.
Nel 1995 Giraud contraddisse leggermente il racconto fatto da Charlier sulla nascita della Giovinezza, svelando che egli stesso aveva scritto Tuoni sulla Sierra prima che a Charlier venisse in mente di mettere in piedi una mini-serie sulla Guerra civile. “Fui stato io a scrivere il primo episodio de La giovinezza di Blueberry. Aveva grosso modo la parvenza di una storia della serie principale, anche se più in scala ridotta. Solo in seguito Charlier mi presentò un'altra idea, quella della Guerra civile. Pensai che fosse una trovata eccellente; ed egli iniziò subito a sceneggiare”.
La pubblicazione de La giovinezza di Blueberry – l’album che raccoglieva le prime tre storie sulla Guerra civile –, nel 1975, fu una sorpresa per i fan della serie. Avendo Giraud lasciato Blueberry con un cliffhanger, alla fine del diciassettesimo episodio Angel Face (pubblicato nel 1974; vedi sopra: Il contenzioso con la Dargaud (1974–79)), le richieste di una nuova storia assunsero proporzioni tali che per calmare le acque l’editore Dargaud decise di offrire come temporaneo “contentino” questo album. Per la pubblicazione le tavole originali vennero stiracchiate in grande formato, rimontate e colorate ex novo, e alcune vignette vennero scartate per rientrare nello standard editoriale delle 46+2 pagine (vedi sopra: I primi anni (1963–73)). Benché spiacevole da un punto di vista filologico e artistico – rovinò gli studiati layout della storia 3000 mustang, per esempio –, il processo non danneggiò la leggibilità delle storie, tranne nel caso della prima. Ne Il segreto di Blueberry, il protagonista viene accusato ingiustamente di un omicidio. Lo schiavo Long Sam ha visto l’accaduto ed è pronto a testimoniare in suo favore, ma viene ucciso prima che possa farlo, e l’assassino viene a sua volta colpito da Blueberry. Per la pubblicazione in album, le due vignette che mostravano l’assassino mentre veniva ucciso da Blueberry furono erroneamente tagliate.
La pubblicazione di due ulteriori album che raccoglievano le storie rimanenti, Uno yankee chiamato Blueberry e Cavaliere blu, quattro anni dopo (il molto tempo trascorso indica chiaramente che in origine la ristampa delle brevi apparse su Super Pocket Pilote non era prevista: tanto ci volle, in un'epoca pre-computer, per adattare manualmente le piccole tavole pensate per una rivista tascabile al grande formato cartonato), fu egualmente sfruttata per colmare l’assenza di nuovi episodi della serie principale. Incapaci di risolvere il contenzioso sui diritti con l’editore, Charlier e Giraud se ne andarono, portando con loro non solo Blueberry, ma pure tutte le altre serie co-create dal primo. Dal momento che la storia Tuoni sulla Sierra (tecnicamente la prima realizzata, ma per l’occasione ristampata per ultima) contava solo 14 tavole anziché 16, nel caso della raccolta Cavaliere blu non vennero apportati tagli ai fumetti per rientrare nelle 46+2 pagine.
Dargaud considerò La giovinezza di Blueberry, Uno yankee chiamato Blueberry e Cavaliere blu come parte integrante della serie principale; fino a quando, riottenuti integralmente diritti di tutte le serie di Blueberry nel 1993, non li fece diventare i primi tre volumi dello spin-off che nel frattempo era nato La giovinezza di Blueberry.

#### Gli episodi di Charlier e Wilson (1985–90)
(Colin Wilson, 1984)
(Charlier, 1985)
(Giraud, 1988)
Dopo che Angel Face venne pubblicato in formato album nel 1974, Giraud si prese una pausa da Blueberry, perché voleva dedicarsi maggiormente ai suoi progetti personali come Mœbius. Dal momento che Angel Face si chiudeva con un potente colpo di scena, il ritorno di Giraud cinque anni dopo, con l’episodio Naso Rotto, si guadagnò un notevole riscontro mediatico. Fu a quell’altezza cronologica che i due co-creatori iniziarono a pensare a una ripresa de La giovinezza di Blueberry. Tuttavia, Giraud non era assolutamente in grado di disegnare una nuova serie, dal momento che all’epoca stava lavorando ancora al fantascientifico L'Incal, scritto da Alejandro Jodorowsky, e inoltre era appena tornato a illustrare, per l’appunto, la serie madre di Blueberry. La volontà di lanciare uno spin-off fu dimostrata in primo luogo dallo stesso editore Novedi, che temeva che Giraud non sarebbe stato in grado di rispettare le scadenze editoriali. Una serie parallela avrebbe potuto colmare eventuali ritardi del disegnatore. Considerati i grandi numeri che all’epoca macinava Blueberry (gli album venivano tirati ciascuno in circa 500 000 copie), uno spin-off avrebbe di sicuro garantito ottime entrate.

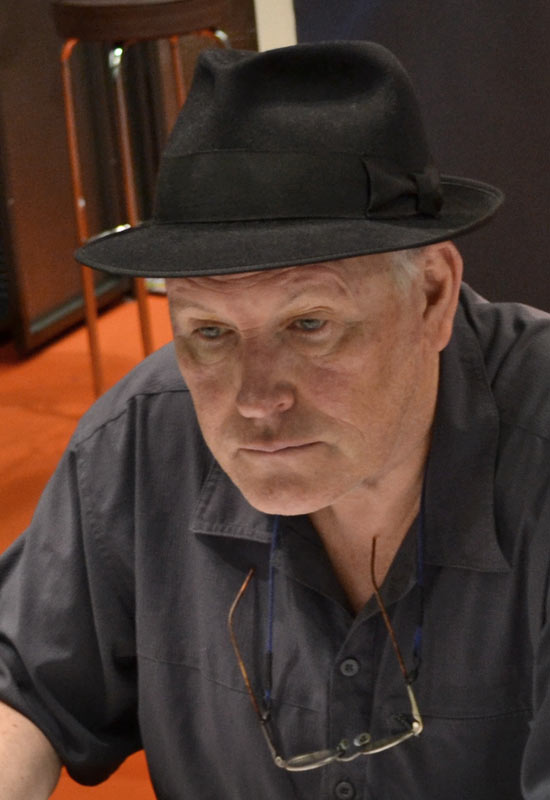
Colin Wilson nel 2012 alla Fiera di Essen.

L’editore e i due co-creatori iniziarono quindi a cercare un artista che avrebbe potuto prendersi in carico di disegnare la Giovinezza. Prima di partire per Tahiti, dopo la pubblicazione de L’ultima carta (ventunesimo episodio della serie principale), Giraud aveva scoperto i lavori dell’allora sconosciuto neozelandese Colin Wilson, che all’epoca stava pubblicando la serie – da lui scritta e disegnata – Dans l’ombre su soleil, sulla rivista francese Circus. Il protagonista del fumetto, di nome Räel, somigliava straordinariamente a Blueberry. Wilson era in effetti un grandissimo fan di Giraud: Räel era modellato su un personaggio che egli stesso aveva creato per la fanzine neozelandese Strip, il quale a sua volta era ispirato, appunto, a Blueberry. Per un caso, Wilson scoprì Blueberry leggendo proprio i racconti brevi dei tempi di Super Pocket Pilote, su cui era riuscito a mettere le mani in Nuova Zelanda. L’ammirazione per Giraud e le poche prospettive che gli offriva la sua patria lo avevano spinto a cercar fortuna in Europa. “Quei disegni di Giraud mi convinsero a lasciare la Nuova Zelanda”, rivelò Wilson nel 1986, “Se i fumetti europei erano così, io volevo prendervi parte”. Fu lo sceneggiatore francese François Corteggiani che fornì a Giraud le pagine di Dans l’ombre du soleil: per un caso, proprio Corteggiani diventerà lo scrittore de La giovinezza di Blueberry dopo la morte di Charlier.
Del tutto ignaro che il suo lavoro fosse già stato portato all’attenzione del suo idolo, a Wilson Corteggiani combinò un incontro con Giraud e Charlier nel settembre del 1983. “Per parlare con Giraud, che occasione! È la ragione per cui risposi immediatamente di sì a Corteggiani”. Con sua grande sorpresa, a Wilson venne subito chiesto se fosse disposto a disegnare La giovinezza di Blueberry. Dopo aver accettato, sviluppò un sodalizio stretto con Charlier, e lui e la sua compagna Janet Gale (che lo aveva seguito dalla Nuova Zelanda, e che era anche la sua colorista personale) divennero molto amici dello sceneggiatore e di sua moglie Christine. “Janet e io fummo tremendamente fortunati, Charlier per certi versi era una sorta di zio per noi. Non si lamentava di niente. Si impegnò anima e corpo per coinvolgere me, un giovane disegnatore virtualmente sconosciuto, in una serie di grande successo. So per certo che poteva essere scontroso come pochi con gli editori. Fummo fortunati dal momento che egli trattava anche per nostro conto, e beneficiammo molto degli accordi che riuscì a stringere in nostra vece”. Wilson firmò per cinque album. Divenne il secondo – dopo Giraud – e ultimo disegnatore a cui Charlier forniva le sceneggiature in tempo: una volta ricevette addirittura in piena notte una pagina dal Kuwait, dove Charlier stava lavorando a un documentario.
Dopo un breve apprendistato per affinare il suo stile, già comunque molto vicino a quello di Giraud, Wilson si imbarcò nel primo episodio della Giovinezza, intitolato I demoni del Missouri. Lavorando sette giorni a settimana per dieci o dodici ore, Wilson produsse dalle cinque alle sei tavole al mese, abbandonando i Rotring che aveva largamente impiegato per i suoi primi fumetti, e utilizzando invece una combinazione di pennino e pennello per l’inchiostrazione, proprio come il suo mentore aveva fatto per le storie brevi di Super Pocket Pilote.
Proprio come nel 1980, durante la lavorazione dell’episodio La lunga marcia, quando Giraud prese Michel Rouge come assistente all’inchiostrazione, anche in questo caso si sparsero voci di un imminente e definitivo abbandono di Blueberry del disegnatore. Se nella prima occasione i rumor avevano avuto un’eco contenuta, stavolta si fecero strada anche presso il grande pubblico. Benché l’editore de La giovinezza di Blueberry Novedi avesse deciso di trascurare il metodo delle pre-pubblicazioni (vedi sopra: Peregrinazioni editoriali (1979–89)), nel caso de I demoni del Missouri si fece un’eccezione e si procedette a una serializzazione sul quotidiano France-Soir – uno dei più importanti in Francia – proprio per calmare le acque. La pubblicazione (in bianco e nero) iniziò al principio del 1985, con Wilson che forniva al giornale mezze tavole man mano che procedeva. La prima fu accompagnata da un editoriale di Charlier (dal quale è tratta la citazione in apertura di paragrafo), con cui lo sceneggiatore cercava di tranquillizzare i fan. France-Soir serializzò nel 1987 anche il secondo episodio di Wilson, Terrore sul Kansas (tra l’altro, di questa storia il giornale pubblicò due mezze tavole poi escluse dall’album vero e proprio), ma poi questa modalità venne definitivamente abbandonata.
Nonostante le iniziali preoccupazioni dei fan, i Blueberry di Wilson ottennero un’ottima accoglienza, guadagnando traduzioni in numerose lingue. Wilson svelò che Novedi aveva stampato per la Francia e il Belgio I demoni del Missouri in 150 000 copie, e fu costretta a prepararne altre 20.000 dopo poche settimane, in quanto il volume era andato esaurito. Anche Wilson poté rasserenarsi: nel momento in cui, incontrando i lettori per la prima volta, questi gli espressero la loro ammirazione per il suo lavoro. Il successo della Giovinezza ebbe effetti positivi tra l’altro pure per la serie di fantascienza di Wilson Dans l’ombre du soleil, che venne tradotta in tedesco, olandese e danese. Wilson tuttavia dovette abbandonarla nel 1989, in quanto Blueberry lo teneva troppo occupato.
Mentre Wilson stava lavorando a Terrore sul Kansas, gli venne chiesto da Giraud, che era brevemente tornato in Europa, di finire le ultime tavole de La fine della pista (il ventiduesimo episodio della serie principale), dal momento che era molto in ritardo (come lo stesso Giraud ricorda nella citazione in apertura di paragrafo). Wilson le disegnò e le inchiostrò parzialmente, mentre la sua compagna Janet Gale si incaricò della colorazione, dietro richiesta di Giraud stesso, impressionato dal lavoro che aveva fatto sugli album del fidanzato. La Gale in verità non aveva molte esperienze lavorative alle spalle, e iniziò a colorare professionalmente solo con le tavole di Dans l’ombre du soleil del compagno. Avrebbe continuato a colorare tutti gli episodi della Giovinezza disegnati da Wilson, così come alcune altre serie dell’editore Novedi.
Così come la Dargaud con le tre raccolte di materiale di Super Pocket Pilote, anche Novedi trattò gli album de La giovinezza di Blueberry come parte della serie principale fino al 1990, quando venne istituito effettivamente lo spin-off per ragioni eminentemente pratiche (per non confondere la numerazione).

#### Gli episodi di Corteggiani e Wilson (1992–94)

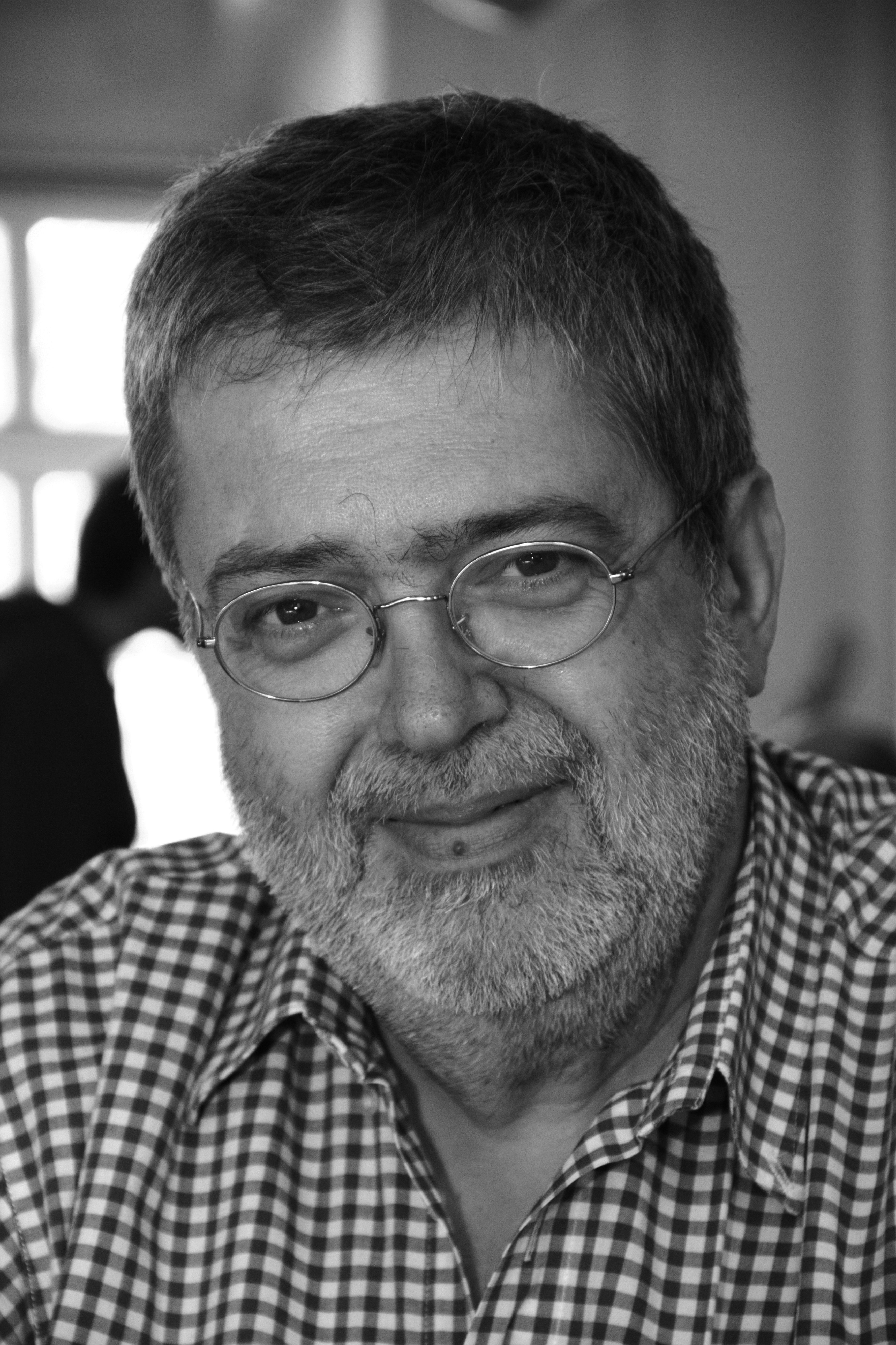
François Corteggiani nel 2013 al Festival del fumetto di Strasburgo.

Se la morte di Charlier nel luglio del 1989 non causò problemi di successione alla serie principale, in quanto Giraud era legalmente autorizzato a continuarla da sé (vedi sopra: La morte di Charlier (1989–92)), lo fece nel caso della Giovinezza, dal momento che sia Philippe Charlier – l’erede dello sceneggiatore –, sia l’editore Novedi consideravano Wilson troppo inesperto per potersi dedicare contemporaneamente alle storie e ai disegni. La ricerca di un rimpiazzo fu molto difficoltosa, dal momento che nessuno fra gli sceneggiatori di punta del panorama fumettistico franco-belga dell’epoca voleva prendersi in carico l’onere, a causa del nome troppo pesante del predecessore Charlier. Fu allora che lo stesso Wilson propose François Corteggiani: una scelta secondo lui “logica”, visto che riteneva Corteggiani un grande ammiratore di Charlier.
Corteggiani era stato a ben vedere fino a quel momento una figura di secondo piano nella scena dell’epoca, avendo scritto solo qualche serie umoristica di breve durata, e un unico fumetto di stampo realistico, il mafioso Il silenzio e il sangue (abbandonato nel 1986, dopo appena due volumi, e ripreso una decina di anni dopo in conseguenza della notorietà riscossa sceneggiando Blueberry). In ogni caso, Corteggiani non aveva mai ottenuto grandi riscontri di critica e di vendite, e quando venne contattato da Philippe Charlier e da Novedi si ormai dedicava esclusivamente alla scrittura di fumetti per la sezione francese della Disney. Secondo la sua testimonianza, Corteggiani inizialmente rifiutò, ma cedette a causa dell’insistenza di Wilson. Wilson aveva delle ragioni personali per comportarsi così, dal momento che Corteggiani era un suo amico, e soprattutto visto che era stato lui a presentarlo all’editore Glénat, che gli avrebbe permesso poi di lanciare la sua serie di fantascienza Dans l’ombre du soleil. E, come ricordato nel precedente paragrafo, era stata proprio l’intercessione di Corteggiani che aveva consentito a Wilson di diventare il disegnatore della Giovinezza. Tra l’altro i due, poco prima della morte di Charlier, avevano iniziato a progettare un proprio fumetto, Thunderhawks, una serie di aviazione ambientata poco dopo la prima guerra mondiale, che tuttavia era stata messa nell’angolo in quanto Wilson era troppo occupato con Blueberry.
Il primo compito di Corteggiani, con il quale venne per così dire rodato, fu di completare la sceneggiatura del terzo episodio della Giovinezza, Il raid infernale, che Charlier non era riuscito a concludere del tutto prima di morire. La cosa gli riuscì bene, dal momento che l’editore decise di dargli l’incarico: Corteggiani è tuttora, all’altezza del 2019, lo sceneggiatore della Giovinezza.
La storia successiva, L’inseguimento implacabile, del 1992, fu pubblicata ancora sotto il marchio di Novedi, benché l’editore avesse chiuso formalmente i battenti oltre un anno prima. Questo si spiega per il motivo che, quando Wilson firmò il contratto, si impegnò a realizzare cinque album per Novedi. Le pratiche legali, un anno dopo, dovettero essere completate, in quanto il quinto volume di Wilson, Tre uomini per Atlanta, uscì per Alpen Publishers: il solo titolo che l’editore riuscì a pubblicare, tra l’altro, prima che la Dargaud riacquistasse definitivamente i diritti di tutte le serie Blueberry alla fine del 1993.

### Elenco dei volumi deLa giovinezza di Blueberry
| #                                                                          | Titolo francese ed eventuale pre-pubblicazione su rivista o quotidiano          | Prima pubblicazione francese in volume | Arco narrativo                     | Titolo e prima pubblicazione in Italia                                                                                | Note |
| -------------------------------------------------------------------------- | ------------------------------------------------------------------------------- | -------------------------------------- | ---------------------------------- | --- | --- |
| Episodi scritti da Jean-Michel Charlier e disegnati da Jean Giraud         |                                                                                 |                                        |                                    | | |
| 1                                                                          | La jeunesse de Blueberry, pre-pubblicazione in Super Pocket Pilote (vedi nota)  | Dargaud, gennaio 1975                  | Ciclo del traditore del Sud        | La giovinezza di Blueberry, volume monografico, collana L'Eternauta presenta, numero 179, Editrice Comic Art, 1998    | - L’album è una raccolta di tre storie brevi: 1. Il segreto di Blueberry (Le secret de Blueberry), pre-pubblicata in Super Pocket Pilote, numero 2 dell’ottobre 1968, Dargaud 2. Il ponte di Chattanooga (Le pont de Chattanooga), pre-pubblicata in Super Pocket Pilote, numero 3 dell’aprile 1969, Dargaud 3. 3000 mustang (3000 mustangs), pre-pubblicata in Super Pocket Pilote, numero 4 del giugno 1969, Dargaud - Le storie in volume presentano diverse modifiche rispetto alla prima apparizione su rivista, come rimontaggi e tagli ad alcune vignette, e l’aggiunta del colore (vennero proposte originariamente in bianco e nero). - Colori a cura di Jean Giraud. |
| 2                                                                          | Un Yankee nommé Blueberry, pre-pubblicazione in Super Pocket Pilote (vedi nota) | Dargaud, gennaio 1979                  | Ciclo del traditore del Sud        | Uno yankee chiamato Blueberry, volume monografico, collana L'Eternauta presenta, numero 181, Editrice Comic Art, 1998 | - L’album è una raccolta di tre storie brevi: 1. Cavalcata verso la morte (Chevauchée vers la mort), pre-pubblicata in Super Pocket Pilote, numero 5 dell’ottobre 1969, Dargaud 2. Private M.S. Blueberry, pre-pubblicata in Super Pocket Pilote 7 del marzo 1970, Dargaud 3. Caccia all’uomo (Chasse à l’homme), pre-pubblicata in Super Pocket Pilote 8 del giugno 1970, Dargaud - Le storie in volume presentano diverse modifiche rispetto alla prima apparizione su rivista, come rimontaggi e tagli ad alcune vignette, e l’aggiunta del colore (vennero proposte originariamente in bianco e nero). - Colori a cura di Jean Giraud. |
| 3                                                                          | Cavalier bleu, pre-pubblicazione in Super Pocket Pilote (vedi nota)             | Dargaud, ottobre 1979                  | Ciclo del traditore del Sud        | Cavaliere blu, volume monografico, collana L'Eternauta presenta, numero 180, Editrice Comic Art, 1998                 | - L’album è una raccolta di tre storie brevi: 1. Caccia all’uomo II (Chasse à l’homme II), pre-pubblicata in Super Pocket Pilote 6 del dicembre 1969, Dargaud 2. Doppio gioco (Double jeu), pre-pubblicata in Super Pocket Pilote 9 dell’ottobre 1970, Dargaud 3. Tuoni sulla Sierra (Tonnerre sur la Sierra), pre-pubblicata in Super Pocket Pilote 1 del luglio 1968, Dargaud - La sceneggiatura di Tuoni sulla Sierra è di Jean Giraud. Intervento non accreditato. - Le storie in volume presentano diverse modifiche rispetto alla prima apparizione su rivista, come rimontaggi e tagli ad alcune vignette; inoltre, Caccia all’uomo II venne proposta in origine in bianco e nero e colorata appositamente per l’uscita in volume (Doppio gioco e Tuoni sulla Sierra invece nascono a colori). - Colori a cura di Jean Giraud. |
| Episodi scritti da Jean-Michel Charlier e disegnati da Colin Wilson        |                                                                                 |                                        |                                    | | |
| 4                                                                          | Les démons du Missouri, pre-pubblicazione in France-Soir, 1985                  | Novedi, settembre 1985                 | Ciclo di Quantrill                 | I demoni del Missouri, rivista Comic Art, dal numero 65 al numero 67, Editrice Comic Art, 1988                        | - Colori a cura di Janet Gale. |
| 5                                                                          | Terreur sur le Kansas, pre-pubblicazione in France-Soir, 1987                   | Novedi, ottobre 1987                   | Ciclo di Quantrill                 | Terrore sul Kansas, rivista Comic Art, dal numero 70 al numero 72, Editrice Comic Art, 1989                           | - Colori a cura di Janet Gale. |
| 6                                                                          | Le raid infernal, pubblicato direttamente in volume                             | Novedi, marzo 1990                     | Ciclo della ferrovia               | Il raid infernale, rivista Comic Art, dal numero 89 al numero 91, Editrice Comic Art, 1990                            | - Sceneggiatura completata da François Corteggiani, dopo la morte di Charlier. Intervento non accreditato. - Colori a cura di Janet Gale. |
| Episodi scritti da François Corteggiani e disegnati da Colin Wilson        |                                                                                 |                                        |                                    | | |
| 7                                                                          | La poursuite impitoyable, pubblicato direttamente in volume                     | Novedi, gennaio 1992                   | Ciclo della ferrovia (continua)    | L’implacabile inseguimento, rivista Comic Art, dal numero 110 al numero 112, Editrice Comic Art, 1992                 | - Colori a cura di Janet Gale. |
| 8                                                                          | Trois hommes pour Atlanta, pubblicato direttamente in volume                    | Alpen Publishers, giugno 1993          | Ciclo di Atlanta                   | Tre uomini per Atlanta, volume monografico, collana L'Eternauta presenta, numero 167, Editrice Comic Art, 1997        | - Colori a cura di Janet Gale. |
| 9                                                                          | Le prix du sang, pubblicato direttamente in volume                              | Dargaud, ottobre 1994                  | Ciclo di Atlanta                   | Il prezzo del sangue, volume monografico, collana L'Eternauta presenta, numero 167, Editrice Comic Art, 1997          | - Colori a cura di Janet Gale. |
| Episodi scritti da François Corteggiani e disegnati da Michel Blanc-Dumont |                                                                                 |                                        |                                    | | |
| 10                                                                         | La solution Pinkerton, pubblicato direttamente in volume                        | Dargaud, novembre 1998                 | Ciclo del complotto contro Lincoln | La soluzione Pinkerton, volume monografico, collana L'Eternauta presenta, numero 187, Editrice Comic Art, 1999        | - Colori a cura di Claudine Blanc-Dumont. |
| 11                                                                         | La piste des maudits, pubblicato direttamente in volume                         | Dargaud, gennaio 2000                  | Ciclo del complotto contro Lincoln | La pista dei dannati, volume monografico, Alessandro Editore, 2004                                                    | - Colori a cura di Claudine Blanc-Dumont. |
| 12                                                                         | Dernier train pour Washington, pubblicato direttamente in volume                | Dargaud, novembre 2002                 | Ciclo del complotto contro Lincoln | Ultimo treno per Washington, volume monografico, Alessandro Editore, 2002                                             | - Colori a cura di Claudine Blanc-Dumont. |
| 13                                                                         | Il faut tuer Lincoln, pubblicato direttamente in volume                         | Dargaud, maggio 2003                   | Ciclo del complotto contro Lincoln | Bisogna uccidere Lincoln, volume monografico, Alessandro Editore, 2003                                                | - Colori a cura di Claudine Blanc-Dumont. |
| 14                                                                         | Le boucher de Cincinnati, pubblicato direttamente in volume                     | Dargaud, settembre 2005                | Ciclo di Gatling                   | Il macellaio di Cincinnati, volume monografico, Alessandro Editore, 200                                               | - Colori a cura di Claudine Blanc-Dumont. |
| 15                                                                         | La sirene de Veracruz, pubblicato direttamente in volume                        | Dargaud, ottobre 2006                  | Ciclo di Gatling                   | La sirena di Veracruz, volume monografico, Alessandro Editore, 2006                                                   | - Colori a cura di Claudine Blanc-Dumont. |
| 16                                                                         | 100 dollars pour mourir, pubblicato direttamente in volume                      | Dargaud, settembre 2007                | Ciclo della Rothschild             | 100 dollari per morire, volume monografico, Alessandro Editore, 2007                                                  | - Colori a cura di Claudine Blanc-Dumont. |
| 17                                                                         | Le sentier des larmes, pubblicato direttamente in volume                        | Dargaud, novembre 2008                 | Ciclo della Rothschild             | Il sentiero delle lacrime, volume monografico, Alessandro Editore, 2008                                               | - Colori a cura di Claudine Blanc-Dumont. |
| 18                                                                         | 1276 âmes, pubblicato direttamente in volume                                    | Dargaud, settembre 2009                | Ciclo della redenzione             | 1276 anime, volume monografico, Alessandro Editore, 2009                                                              | - Colori a cura di Claudine Blanc-Dumont. |
| 19                                                                         | Rédemption, pubblicato direttamente in volume                                   | Dargaud, settembre 2010                | Ciclo della redenzione             | Redenzione, volume monografico, Alessandro Editore, 2010                                                              | - Colori a cura di Claudine Blanc-Dumont. |
| 20                                                                         | Gettysbourg, pubblicato direttamente in volume                                  | Dargaud, maggio 2012                   | one-shot                           | Gettysbourg, volume monografico, Alessandro Editore, 2012                                                             | - Colori a cura di Bonaventure, Lucie Blanc-Dumont e Denis Bernatets. |
| 21                                                                         | Le convoi des bannis, pubblicato direttamente in volume                         | Dargaud, dicembre 2015                 | one-shot                           | Il convoglio dei banditi, volume monografico, Alessandro Editore, 2016                                                | - Colori a cura di Jocelyne Etter-Charrance. |

## Marshal Blueberry(1991–2000)
Questo breve spin-off racconta una storia unica, ed è pensato per innestarsi all'interno della continuity della serie madre Blueberry. L'azione si svolge infatti nel corso del 1868, poco dopo le vicende narrate nel volume Generale "Testa Gialla", e vede Blueberry impegnato a sventare un traffico di armi illegale.

### Storia editoriale
(William Vance, 1996)
Marshal Blueberry fu il secondo tentativo – promosso dall’editore Alpen Publishers – di cavalcare la grande popolarità di cui godevano all’inizio degli anni Novanta sia la serie principale, sia la Giovinezza di Colin Wilson. Scritta da Jean Giraud, Marshal Blueberry si svolge nello stesso periodo in cui erano ambientate La miniera del tedesco perduto e Il fantasma dai proiettili d’oro (undicesimo e dodicesimo episodio della serie madre). L’editore impose a Giraud per i disegni il belga William Vance (pseudonimo di William van Cutsem), molto famoso fra le altre cose perché all’epoca stava prestando la sua arte al best seller spionistico XIII (scritto da Jean Van Hamme e pubblicato da Dargaud). Vance disegnò i primi due episodi di Marshal Blueberry – colorati dalla moglie nonché sua colorista di fiducia, Petra –, Su ordine di Washington e Missione Sherman (pubblicati direttamente in album rispettivamente nel 1991 e nel 1993), ma rifiutò di proseguire ulteriormente in parte perché i tempi di lavorazione erano eccessivamente stretti, in parte perché, sebbene il primo album avesse venduto discretamente bene, attorno alle 100 000 copie (un successo buono ma non eccezionale, in confronto ai numeri delle altre due serie di Blueberry), i fan avevano accolto con freddezza il suo stile, radicalmente diverso da quello di Giraud. Quest’ultimo fu deluso dall’abbandono di Vance, in quanto sperava di dare alla serie un’uniformità grafica (definì la defezione “disastrosa”), e pertanto il progetto rimase bloccato per quasi sette anni. Fino a quando lo stesso Giraud non scelse per il terzo – e ultimo – album, dal titolo Frontiera insanguinata (pubblicato nel 2000), Michel Rouge, fumettista noto soprattutto per essere stato il successore di Hermann ai disegni del celebre western Comanche (scritto da Greg, e pubblicato da Le Lombard).
Rispetto a Vance, lo stile di Rouge era molto più in linea con quello di Giraud. In effetti i due avevano già – non a caso – collaborato insieme anni prima, quando Giraud aveva chiesto al più giovane collega di inchiostrare venti tavole de La lunga marcia, il diciannovesimo episodio di Blueberry (pubblicato in album nel 1980). I rapporti fra i due erano così buoni che, all’epoca di Marshal Blueberry, si sparse una voce di corridoio secondo la quale Rouge avrebbe dovuto prendere in carico la serie principale di Blueberry, dal momento che Giraud aveva intenzione di dedicarsi ad altri progetti. Si trattava di una diceria infondata, in quanto, come lo stesso Rouge chiarì in seguito, Giraud non penso mai seriamente di lasciare Blueberry.
Inizialmente progettata come serie a lungo termine, Marshal Blueberry si fermò dopo soli tre album. Il fumetto è stato comunque esportato con successo in più Paesi europei.
Nel 2013 Giraud rese a Vance il favore, disegnando interamente il diciottesimo album di XIII, dal titolo La versione irlandese.

### Elenco dei volumi diMarshal Blueberry
| #                                                           | Titolo originale        | Prima pubblicazione originale in volume | Titolo e prima pubblicazione in Italia                                                                         | Note                                                                   |
| ----------------------------------------------------------- | ----------------------- | --------------------------------------- | --- | ---------------------------------------------------------------------- |
| Episodi scritti da Jean Giraud e disegnati da William Vance |                         |                                         | |                                                                        |
| 1                                                           | Sur ordre de Washington | Alpen Publishers, novembre 1991         | Su ordine di Washington, rivista Comic Art, numero 117, Editrice Comic Art, 1994                               | - Layout delle tavole a cura di René Follet. - Colori a cura di Petra. |
| 2                                                           | Mission Sherman         | Alpen Publishers, giugno 1993           | Missione Sherman, volume monografico, collana L’Eternauta presenta, numero 166, Editrice Comic Art, 1997       | - Layout delle tavole a cura di René Follet. - Colori a cura di Petra. |
| Episodio scritto da Jean Giraud e disegnato da Michel Rouge |                         |                                         | |                                                                        |
| 3                                                           | Frontière sanglante     | Dargaud, giugno 2000                    | Frontiera insanguinata, volume monografico, collana L’Eternauta presenta, numero 198, Editrice Comic Art, 1999 | - Colori a cura di Scarlett Smulkowski.                                |

## Lieutenant Blueberry(2019–presente)

### Elenco dei volumi diLieutenant Blueberry
| #                                                                                   | Titolo originale          | Prima pubblicazione originale in volume                                                                                    | Titolo e prima pubblicazione in Italia                                                       | Note                                                                   |
| ----------------------------------------------------------------------------------- | ------------------------- | --- | -------------------------------------------------------------------------------------------- | ---------------------------------------------------------------------- |
| Episodi scritti da Joann Sfar e da Christophe Blain e disegnati da Christophe Blain |                           | |                                                                                              |                                                                        |
| 1                                                                                   | Amertume Apache           | Dargaud, novembre 2019 (edizione a tiratura limitata in bianco e nero) Dargaud, dicembre 2019 (edizione regolare a colori) | Vendetta Apache rivista linus, dal numero 01 al numero 04 (anno LVI), Baldini+Castoldi, 2020 | - Colori a cura di Christophe Blain, Adrien Samson e Alexandre Chenet. |
| 2                                                                                   | Les Hommes de non-justice | / | /                                                                                            | - In lavorazione.                                                      |

## Blueberry 1900: un progetto fallito
(Giraud)
(Giraud, 2008)

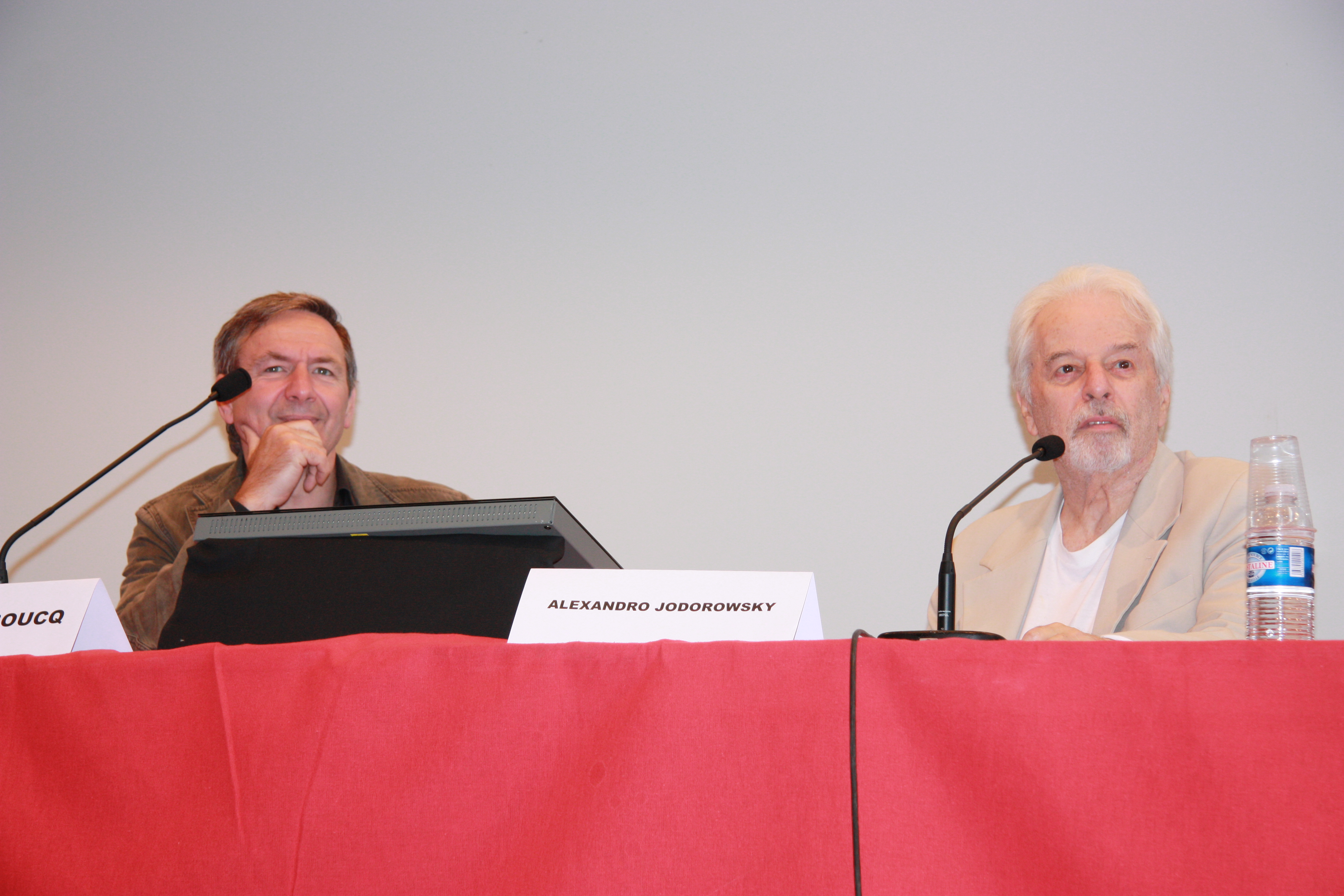
François Boucq e Alejandro Jodorowsky nel 2008 al Japan Expo di Parigi.

Un'ulteriore serie spin-off, dal titolo Blueberry 1900, venne progettata da Giraud fin dall’inizio degli anni novanta. Ambientata, come d'altronde lo stesso titolo presagiva, sotto la presidenza di William McKinley, avrebbe non solo visto come protagonista un Blueberry cinquantasettenne (membro di una tribù di indiani hopi, e dedito all’assunzione di sostanze psicotrope), ma prevedeva pure la partecipazione, in un ruolo secondario, di suo figlio, già adulto. La vicenda, che avrebbe dovuto svilupparsi in cinque album, prendeva inizio dopo il tentato assassinio del presidente, il quale entrava in coma e, per effetto di un incantesimo sciamanico, iniziava a levitare. Ai disegni era previsto l’intervento del fumettista francese François Boucq, che Giraud aveva incontrato a un evento in onore di un amico comune, il fumettista Jean-Claude Mézières (co-creatore, assieme allo sceneggiatore Pierre Christin, della celebre serie fantascientifica Valerian). In verità, Giraud aveva precedentemente preso contatti, attorno al 1993, con Michel Blanc-Dumont, il cui stile "lirico" (che all’epoca Blanc-Dumont sfoggiava nel western Jonathan Cartland, scritto da Laurence Harlé) Giraud apprezzava molto. La serie avrebbe dovuto chiamarsi provvisoriamente Blueberry 20 anni dopo (Blueberry 20 ans après). Blanc-Dumont, nonostante fosse un fervente ammiratore di Giraud, oltre ad essere impegnato per l’appunto con Cartland, rifiutò in quanto trovò la sceneggiatura eccessivamente onirica, e raccomandò già all'epoca Boucq a Giraud (sarebbe comunque di lì a breve diventato il disegnatore regolare proprio dello spin-off La giovinezza di Blueberry, in seguito all’abbandono di Colin Wilson). Boucq fu entusiasta e iniziò a documentarsi, ma riteneva i pianificati cinque album troppo gravosi sotto il profilo del suo impegno, e convinse quindi Giraud a comprimere la storia in tre episodi.
Tuttavia Philippe Charlier, figlio di Jean-Michel e proprietario di “JMC Aventures” – la fondazione detentrice dei diritti del padre, creata nel 1990 con lo specifico intento di salvaguardarne l’integrità creativa, sia da un punto di vista morale, sia da un punto di vista commerciale – non condivideva affatto l’entusiasmo di Boucq. Divenne vieppiù preoccupato a leggere le interviste che Giraud rilasciava alle riviste dell’epoca, nelle quali anticipava le tematiche della nuova serie; e, in qualità di erede del padre e di detentore del 50% dei diritti di Blueberry, pose il suo veto, e portò addirittura Giraud in tribunale, riuscendo a fermare il progetto. Come disse in un’intervista dell’epoca, “La sceneggiatura è incredibilmente orrenda. È un affronto, costruita su circostanze implausibili. Come nel nuovo ciclo [di Mister Blueberry, N.d.T.], abbiamo un Blueberry totalmente passivo, che si limita a meditare, mentre il presidente, sotto un incantesimo degli indiani, sta levitando nella Casa Bianca”. Come la frase lascia trasparire, benché ne avesse dato in origine il consenso alla realizzazione, Philippe era diventato insofferente anche nei confronti del ciclo di Mister Blueberry.
Philippe Charlier, conservatore come il padre, a differenza di quest’ultimo non aveva alcuna pazienza nei confronti delle predilezioni “New Age” di Giraud, in special modo per il suo noto utilizzo di sostanze stupefacenti. Fu lui (dopo la morte del padre) che testimoniò in tribunale che suo padre aveva sempre “detestato” il lavoro di Giraud come Mœbius, e che anzi lo aveva considerato una sorta di “minaccia”. Se Philippe non poteva fermare la realizzazione del ciclo di Mister Blueberry a causa del contratto stipulato fra Charlier sr. e Giraud, che permetteva all’eventuale sopravvissuto di continuare da sé la serie madre, fu in grado di farlo però nel caso di Blueberry 1900, dal momento che Giraud non aveva mai presentato questo suo progetto come una continuazione, quanto piuttosto come uno spin-off vero e proprio. Philippe fu anche in grado di fermare nel 1999 la lavorazione del film Fort Mescalero, la cui sceneggiatura, scritta da Giraud, prevedeva la partecipazione di Blueberry in alcune scene di carattere psichedelico; e di impedire che Giraud facesse confluire il suo fumetto western Jim Cutlass (disegnato da Christian Rossi) – nel quale egualmente erano presenti tematiche del genere – all’interno della serie di Blueberry.
Quanto Giraud avesse intenzione di spingersi in là è esemplificato dall’inclusione di un disegno nei risguardi di copertina dell’edizione francese di Arizona Love (1990), che mostra Blueberry con alcuni indiani Hopi. Inoltre Giraud aveva impiegato alcuni elementi costitutivi della trama di Blueberry 1900 – come l’idea della levitazione – nella storia breve di tre tavole Le parole del capo Seattle (Discours du Chef Seattle).
La fascinazione di Giraud nei confronti dello sciamanesimo aveva origini antiche, dal momento che venne introdotto a questo mondo già nel 1974, quando Alejandro Jodorowsky – con il quale all’epoca stava lavorando alla realizzazione di un adattamento cinematografico del romanzo di Frank Herbert Dune – gli presentò l’opera di Carlos Castaneda, il quale aveva scritto una serie di libri nei quali descriveva la sua iniziazione allo sciamanesimo, aiutato in questo da un gruppo di discendenti degli indiani Toltechi. I lavori di Castaneda avevano impressionato in maniera indelebile Giraud, già aperto alla cultura nativo-americana in seguito ai suoi tre viaggi negli Stati Uniti, e influenzarono molto non solo i suoi lavori come Mœbius, ma anche – all’insaputa di Jean-Michel Charlier – come Gir, dal momento che aveva inserito, in maniera sottile, alcuni elementi tratti dai libri di Castaneda nelle tavole di Naso rotto.
Boucq fu deluso dall’accantonamento del progetto, disapprovando completamente quanto sostenuto da Philippe Charlier: “Tutto il contrario: dipingerlo come un uomo anziano ci avrebbe forzato a considerarlo con uno speciale tipo di dignità”. Comunque alla fine la cosa si rivelò in un certo senso fortuita per lui, dal momento che il fallimento di Blueberry 1900 spinse Jodorowsky (non solo un cineasta, ma anche un prolifico sceneggiatore di fumetti) a creare con lui il fortunatissimo western Bouncer, pubblicato prima da Les Humanoïdes Associés e poi da Dargaud. Per quanto riguarda Giraud, invece, la mancata realizzazione del film Fort Mescalero gli permise comunque di riciclare alcuni elementi della sceneggiatura del lungometraggio per l’ultimo episodio del ciclo di Mister Blueberry, Apache (così come per la sceneggiatura del film Blueberry¸ uscito nel 2004 e diretto da Jan Kounen).
Nonostante la ferma opposizione di Philippe Charlier, Giraud stesso sembrò non aver mai abbandonato, anche negli ultimi anni della sua vita, l’idea di pubblicare, un giorno, Blueberry 1900. In un’intervista del 2008, quando gli venne chiesto se sarebbe mai tornato a realizzare un album di Blueberry – dal momento che aveva detto in un’intervista precedente che la conclusione del ciclo di Mister Blueberry avrebbe rappresentato la fine della serie, almeno per quanto lo riguardava –, disse che “Riconsiderando la cosa, ho capito che vorrei davvero continuare Blueberry. Forse non impegnandomi di nuovo in un ciclo di cinque album, perché penso di non avere più le energie per sostenere altri dieci anni di lavoro. In verità mi piacerebbe riesumare di nuovo l’idea di Blueberry 1900, che in effetti ha degli appigli molto realistici: gli indiani erano un popolo magico, era parte della loro cultura, e vorrei mostrare la collisione fra il nostro mondo, durante la conquista dell’Ovest, e quello degli indiani che resistono. Viene spesso mostrato come gli eventi si svolsero da un punto di vista strategico, ma io vorrei penetrare nella sociologia indiana, come venne fatto da Balla coi lupi, rimpiazzando la nostra visione materialistica del mondo, e spiegando lo scontro di culture che si verificò. Naturalmente è insita una certa sfida nello strutturare la storia in questo modo, dal momento che potrei mettere il lettore in difficoltà. Devo ancora perfezionare la sceneggiatura e studiare la scansione delle tavole, ma penso che la storia avrà un’estensione compresa fra le 100 e le 200 pagine.”

## Edizioni italiane
In Italia Blueberry ha sempre goduto di grande popolarità, come testimoniano le numerose edizioni che la serie ha avuto nel tempo.

### La serie principale (anni sessanta–novanta)
Il primo editore a pubblicare la serie principale in Italia è stato Mondadori, alla fine degli anni sessanta, all’interno della collana Classici Audacia. Questi albi, di grande formato, rappresentavano una novità piuttosto interessante all’epoca, visto che erano monografici e contenevano in ogni numero un episodio completo, oltre a vari inserti redazionali come giochi, rubriche, curiosità, e così via. La collana, curata da Enrico Bagnoli, ospitava a rotazione varie serie del fumetto franco-belga, perlopiù di genere avventuroso (fra gli altri titoli, Ric Roland, Blake e Mortimer e Bernard Prince). Nei Classici Audacia trovarono posto i primi quattro episodi di Blueberry, tutti nel corso del 1967, rispettivamente nei numeri 42, 44, 54 e 60. Le copertine non erano quelle degli album originali, fatto salvo per quella di Tuoni all’Ovest (il cui titolo venne modificato in fase di traduzione, diventando Lampi sull’Ovest). Inoltre, a partire dal numero 51 la collana abbandonò l’impostazione originale (albi in brossura da 64 pagine), passando a un formato spillato a 48 pagine (potendo ospitare così soltanto la storia vera e propria, e non più le rubriche collaterali): modifica che toccò sia L’aquila solitaria, sia Il cavaliere perduto.
I due episodi successivi ai quattro proposti dalla Mondadori nei Classici Audacia – La pista dei Navajos e L’uomo dalla stella d’argento – vennero pubblicati pochi anni dopo all’interno di una collana dall’impostazione molto simile ai Classici Audacia, gli Albi Ardimento (nuovamente curati da Enrico Bagnoli, e collaterali della rivista Corriere dei Piccoli): apparvero rispettivamente nei numeri 1 e 6 del gennaio e del luglio del 1971. Se l’illustrazione di copertina de L’uomo dalla stella d’argento era la stessa dell’album francese, quella de La pista dei Navajos era invece un collage di scene tratte dal fumetto. I colori degli Albi Ardimento non erano quelli originali, e inoltre le storie presentavano spesso censure e tagli di intere tavole e vignette, per far spazio agli inserti pubblicitari.

Nel frattempo, a partire dal 1970 e per gran parte del 1971 la Rizzoli aveva serializzato i quattro episodi ancora successivi a L’uomo dalla stella d’argento nel Corriere dei Piccoli. I primi tre – in virtù del fatto che compongono un ciclo unitario – vennero presentati tutti sotto il titolo complessivo Il cavallo di ferro, mentre il quarto venne correttamente tradotto come Il generale Testa Gialla.
La pubblicazione degli episodi successivi, a questo punto, si complicò, visto che per molti anni restò inedito il dittico La miniera del tedesco/Il fantasma dai proiettili d’oro, pubblicato solo nel 1978 dalla Mondadori in due lussuosi album cartonati (l’editore annunciò anche Chihuahua Pearl, ma il volume non uscì mai), con copertine composte da vignette ingrandite.
Altre storie vennero pubblicate nel corso degli anni settanta in maniera disordinata all’interno di alcune riviste più o meno amatoriali e dalla cadenza irregolare. Uscì prima L’uomo che valeva 500.000 $, all’interno dei quattro numeri della rivista Eroi dei fumetti, curata da Ennio Ciscato e pubblicata da Editrice Persona (che chiuse i battenti prima che la serializzazione fosse completata). La medesima storia venne riproposta, questa volta integralmente, nella rivista in grande formato L’Avventuroso (Editore Sole), nel corso del 1974, e una terza volta nel 1975 nella rivista L’Avventuroso colore, dove era apparsa nel frattempo anche Chihuahua Pearl. Ballata per una bara apparve infine nel 1977, nella seconda serie de L’Avventuroso colore.
Gli anni ottanta portarono una sistemazione nella pubblicazione delle avventure del tenente Blueberry in Italia. Per la prima volta, la serie venne proposta organicamente all’interno della da poco nata rivista tascabile Skorpio (Eura Editoriale). Nel corso del 1980 e del 1981, la testata ristampò, in maniera perfettamente cronologica, tutte le storie di Blueberry fino a quel momento disponibili, e tradusse per di più gli episodi inediti Fuorilegge, Naso rotto e La lunga marcia (rispettivamente nei nn. 14/17, 18/21 e 22/25 del 1981). Tra l’altro, gli ultimi due vennero proposti in più o meno in contemporanea dalla rivista 1984, delle Edizioni Il Momento, che pubblicò poi anche Naso Rotto in albo monografico nella prestigiosa collana I grandi protagonisti del fumetto mondiale (nel 1982).
Gli episodi successivi non vennero più serializzati su Skorpio, ma su alcune delle cosiddette riviste d’autore, che caratterizzarono il panorama editoriale fumettistico italiano fra anni ottanta e inizio anni novanta: La tribù fantasma uscì su Totem (Edizioni Nuova Frontiera), nel 1984, mentre L’ultima carta e La fine della pista su L’Eternauta (Edizioni Produzioni Cartoons, meglio note con la sigla EPC), rispettivamente nel 1985 e nel 1987.
Nel frattempo, a partire dal giugno 1982 (e fino al marzo 1987), le Edizioni Nuova Frontiera vararono la Collana Eldorado, ovvero il primo tentativo di ristampa cronologica di Blueberry in italiano non più su rivista (come aveva fatto Skorpio), ma in più agili e prestigiosi albi singoli in brossura. La Collana Eldorado presentava tutte le copertine originali della serie, in maniera scrupolosa, e ristampava gli episodi in grande formato e a colori; la traduzione delle storie invece non era sempre rigorosa, dal momento che era stato adottato un linguaggio piuttosto duro e poco in linea con quello degli originali dialoghi francesi, indirizzati a un pubblico di tutte le età. La Collana Eldorado ristampò le prime ventidue storie della serie, tutte quelle fino al 1987 disponibili.
L’inedito Arizona Love, ultimo episodio della serie realizzato dalla coppia Charlier-Giraud prima del decesso dello sceneggiatore, venne serializzato nella rivista Il Grifo (Edizioni Il Grifo) nel corso del 1991 e del 1992, e immediatamente ripubblicato in album singolo nel 1993 all’interno della collana La nuova mongolfiera, dello stesso editore.
Infine, i primi tre episodi del ciclo di Mister Blueberry sono stati pubblicati – quasi in contemporanea con la Francia – direttamente in volume, nell’ambito della collana L’Eternauta presenta.

### Glispin-off(anni sessanta–novanta)
Per quanto riguarda le serie collaterali La giovinezza di Blueberry e Marshal Blueberry, la situazione è molto più lineare.
Nel 1969 la stessa Arnoldo Mondadori Editore che aveva per prima pubblicato la serie madre in Italia propose gran parte (ma non la totalità) degli episodi di Charlier e Giraud de La giovinezza di Blueberry, apparsi in Francia nello stesso periodo nei tascabili Super Pocket Pilote, all’interno di albi anch’essi tascabili e dai sommari molto simili alla controparte francese, i Superalbi Audacia. Se si eccettua una fugace ristampa dei racconti Il segreto di Blueberry e Il ponte di Chattanooga all’interno dell’effimero supplemento del Corriere dei ragazzi Zack Avventura, nel 1974, gli episodi della Giovinezza a firma Charlier e Giraud sono stati proposti per la prima volta in maniera organica solo negli anni novanta, quando la Comic Art pubblicò le tre raccolte francesi rimontate e ricolorate La jeunesse de Blueberry, Un yankee nommé Blueberry e Cavalier bleu all’interno della collana antologica di albi monografici L’Eternauta presenta.
 I primi quattro episodi disegnati da Colin Wilson sono stati gli ultimi della serie a godere di una prepubblicazione italiana su rivista, nello specifico sulle pagine de L’Eternauta della Comic Art. I successivi due (Tre uomini per Atlanta e Il prezzo del sangue), nonché il primo fra quelli disegnati da Michel Blanc-Dumont (La soluzione Pinkerton), sono stati dal canto loro pubblicati direttamente in volume, nella collana L’Eternauta presenta (nn. 167 e 169 del 1997, e 187 del 1999).
I tre episodi di Marshal Blueberry sono infine stati proposti per la prima volta, con l’eccezione di Su ordine di Washington (pubblicato nel numero 117 della rivista Comic Art, nel 1994), all’interno della collana L’Eternauta presenta.

### Anni duemila
Con il ritorno dei diritti di Blueberry alla Dargaud, a metà anni novanta, anche la situazione editoriale italiana della serie poté stabilizzarsi. All'inizio degli anni duemila la licenza di pubblicazione venne acquisita da Alessandro Editore, che iniziò a ristampare integralmente tutte e tre le serie, e soprattutto a editare gli episodi restati inediti dagli anni novanta: la fine del ciclo di Mister Blueberry (gli episodi OK Corral, Dust e Apaches vengono pubblicati rispettivamente nel 2003, nel 2005 e nel 2008), e i nuovi episodi de La giovinezza di Blueberry di Blanc-Dumont.
Parallelamente alla collana da libreria long-seller, Blueberry e i suoi spin-off sono stati oggetto anche di più economiche edizioni da edicola. Nel marzo del 2005, il ciclo di episodi che va da Chihuahua Pearl a Il fuorilegge è stato presentato all'interno della collana di allegati al quotidiano La Repubblica I Classici del fumetto di Repubblica - Serie Oro, mentre i tre episodi successivi e le prime due storie brevi della Giovinezza sono stati ristampati nell'agosto del 2009 nell'ambito della collana (allegata alle testate Panorama e Il Sole 24 Ore) I Maestri del Fumetto.

Editoriale Aurea ha invece proposto i cicli di Mister Blueberry e di Marshal Blueberry, e gli episodi 1-20 della Giovinezza, all'interno della rivista Skorpio (fra 2012 e 2014), e ha pubblicato integralmente i ventotto album della serie madre in quindici albi bonellidi in bianco e nero fra aprile 2013 e luglio 2014.

Ultima in ordine di tempo, in allegato al quotidiano La Gazzetta dello Sport è stata proposta la totalità di Blueberry, più gli spin-off Marshal e Giovinezza (i primi venti volumi), all'interno dell'antologica Collana Western, in albi brossurati di medio formato a colori. Le tre serie sono state pubblicate dall'agosto 2014 al febbraio 2015; la collana è poi proseguita presentando altri classici del western franco-belga, come Comanche, Mac Coy, Buddy Longway e Jerry Spring.

## Trasposizione in altri media
Cinema
- Blueberry (2004, diretto da Jan Kounen); il personaggio è impersonato da Vincent Cassel.

## Riconoscimenti
- 1969 e 1970: Prix Phénix[140] Paris, categoria "La Meilleure Serie d'Aventures".
- 1973: Shazam Award della Academy of Comic Book Arts - "L'homme qui valait 500 000 $" categoria "Best Foreign Comic Series".[141]
- 1973: Prix Phénix, Paris, categoria "Scenario d'Aventures".
- 1978: Goldene Sprechblase premio della Vereinigung für Comic-Literatur - categoria "Besondere Verdienste um die Comic-Literatur".[142]
- 1979: Adamson Award categoria "Best International Comic-Strip [or comic book] Cartoonist".[143]
- 1991: Harvey Award categoria "Best American Edition of Foreign Material".[144]
- 1996:  Soleil d'Or of the Festival BD de Solliès-Ville for Blueberry: "Mister Blueberry", categoria "Best Comic Album".[145]
- 2000: Sproing Award categoria "Best Translated Strips".